# Eccidio delle Fosse Ardeatine
L'eccidio delle Fosse Ardeatine fu l'uccisione di 335 civili e militari italiani, prigionieri politici, ebrei, o detenuti comuni, trucidati a Roma il 24 marzo 1944 dalle truppe di occupazione tedesche come rappresaglia per l'attentato partigiano di via Rasella, compiuto il 23 marzo da membri dei GAP romani, in cui erano rimasti uccisi 33 soldati del reggimento "Bozen" appartenente alla Ordnungspolizei, la polizia tedesca. L'eccidio non fu preceduto da alcun preavviso da parte dei tedeschi, che non furono gli unici autori dei rastrellamenti che prepararono il crimine: «furono gli italiani ad attuare 104 arresti (e ulteriori 81 furono attuati in forma congiunta)».
Per la sua efferatezza, l'alto numero di vittime e per le tragiche circostanze che portarono al suo compimento, l'eccidio delle Fosse Ardeatine divenne l'evento-simbolo della durezza dell'occupazione tedesca di Roma. Fu anche la maggiore strage di ebrei compiuta sul territorio italiano durante l'Olocausto; almeno 75 delle vittime erano in stato di arresto per motivi razziali.
Le Fosse Ardeatine, antiche cave di pozzolana situate nei pressi della via Ardeatina, scelte quale luogo dell'esecuzione e per occultare i cadaveri degli uccisi, nel dopoguerra sono state trasformate in un sacrario-monumento nazionale. Sono oggi visitabili e sono luogo di cerimonie pubbliche in memoria.

## Storia

### Occupazione tedesca di Roma

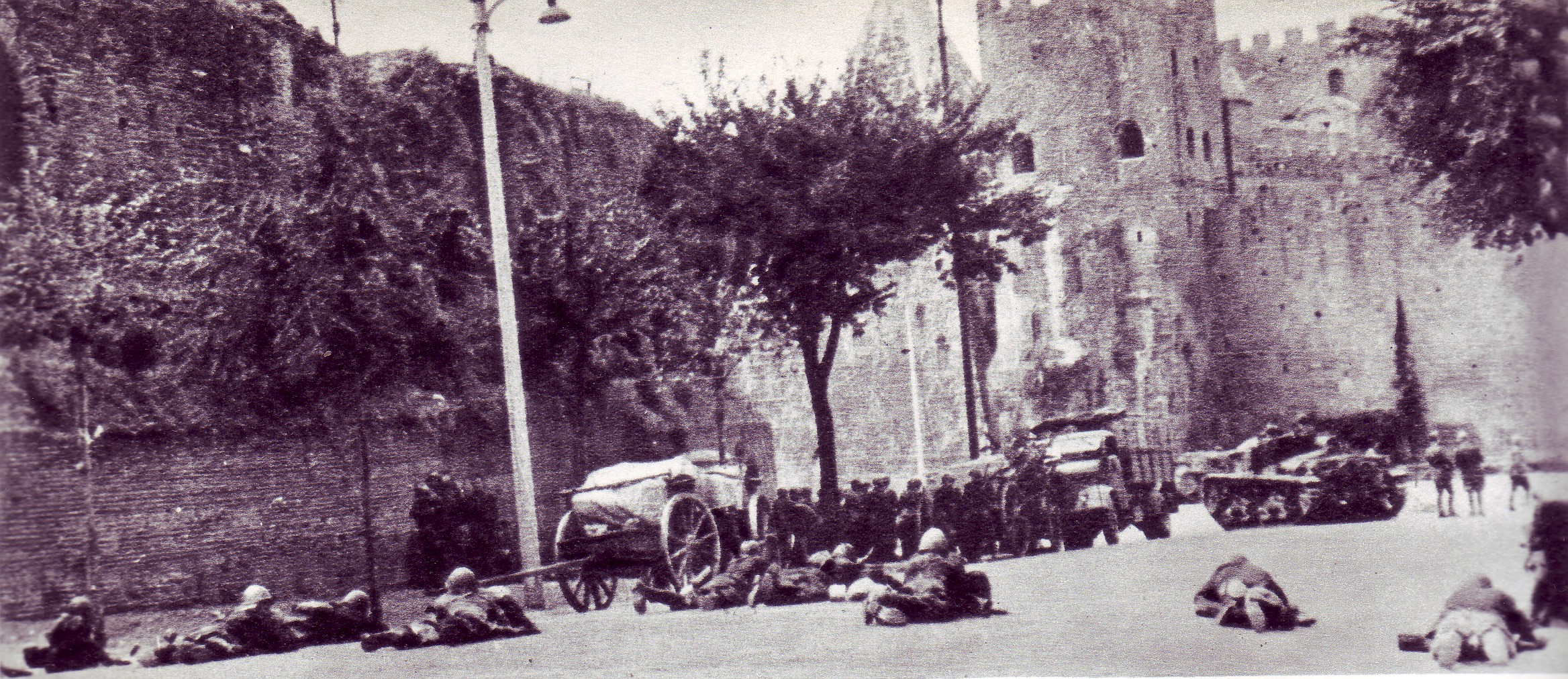
10 settembre 1943 soldati italiani cercano di contrastare i tedeschi presso porta San Paolo

Dopo l'armistizio di Cassibile, la fuga del re Vittorio Emanuele III e l'ingresso nella capitale delle truppe tedesche dopo gli sfortunati combattimenti di Roma (8-10 settembre 1943), il 12 settembre i tedeschi assunsero il controllo effettivo della città, che era stata dichiarata città aperta dal governo italiano il 14 agosto. Fin dai primi giorni dell'occupazione tedesca di Roma si costituirono nella capitale gruppi di resistenza, in particolar modo il Fronte militare clandestino ("Centro X"), diretto dal colonnello Giuseppe Cordero Lanza di Montezemolo, e nuclei comunisti, ai quali il generale Carboni aveva fatto distribuire armi sin dal 10 settembre.
Sottoposta pro forma alla sovranità della RSI, mantenendo lo status di "città aperta", Roma era in realtà governata di fatto solo dai comandi germanici e lo divenne anche formalmente dopo lo sbarco di Anzio, il 22 gennaio 1944, quando l'intera provincia romana venne dichiarata "zona di operazioni". Il feldmaresciallo Albert Kesselring, comandante tedesco del fronte meridionale, nominò capo della Gestapo di Roma, conferendogli direttamente il controllo dell'ordine pubblico in città, l'ufficiale delle SS Herbert Kappler, già resosi protagonista della razzia del ghetto ebraico e della successiva deportazione, il 16 ottobre 1943, di 1.023 ebrei romani verso i campi di sterminio.
La campagna del terrore avviata da Kappler, con frequenti rastrellamenti ed arresti di antifascisti e semplici sospetti nelle varie carceri romane (fra cui il più tristemente famoso fu quello di via Tasso), sgominò nell'inverno 1943-44 quasi ogni gruppo della Resistenza romana, che si ritrovò a perdere prima gli elementi militari, quindi quelli comunisti dissidenti di "Bandiera Rossa". Anche gli aderenti a "Giustizia e Libertà" e al Partito Socialista e i sindacalisti socialisti (come Bruno Buozzi) subirono forti decimazioni negli arresti compiuti dalle varie forze di polizie tedesche, dalla polizia italiana fascista e dalle bande italiane sotto controllo germanico (come la Banda Koch). Solo i GAP comunisti riuscivano a mantenere una buona efficienza operativa.
Il fatto che Roma venisse a trovarsi nelle immediate retrovie del fronte ingenerò la convinzione che la città fosse pienamente teatro di guerra. È in questo contesto che i quadri comunisti della Resistenza romana giunsero alla determinazione di reagire con le armi e di attaccare militarmente l'occupante con un'azione che avesse un forte valore simbolico: venne infatti scelto come data il 23 marzo, anniversario della fondazione dei fasci di combattimento.

### L'attentato in via Rasella

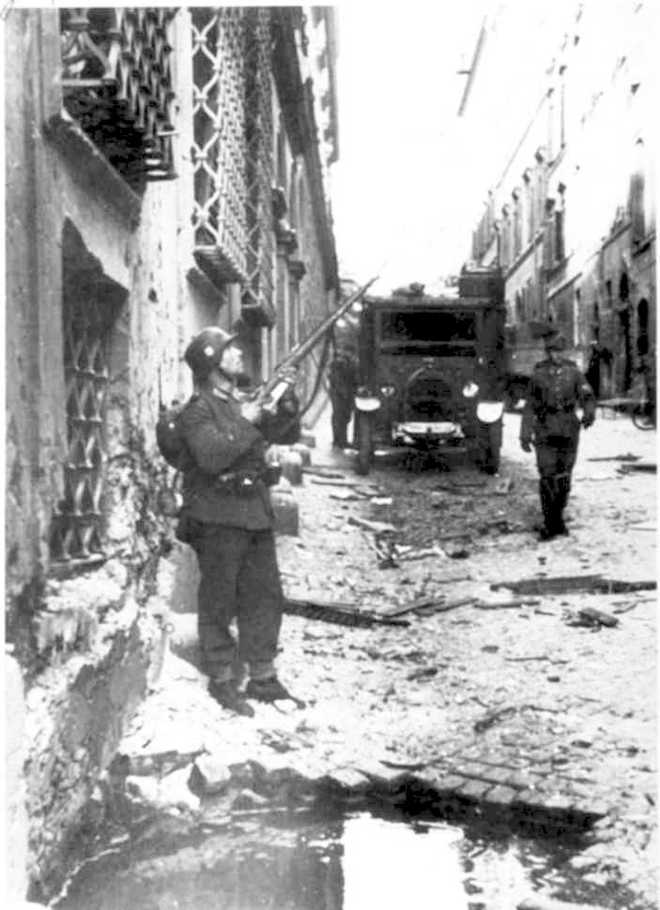
Soldati tedeschi in via Rasella immediatamente dopo l'attentato del 23 marzo 1944

Il 23 marzo 1944 ebbe luogo un'azione di guerra partigiana contro l'11ª compagnia del III battaglione del Polizeiregiment "Bozen" in via Rasella, per iniziativa di partigiani dei Gruppi di Azione Patriottica delle brigate Garibaldi, che ufficialmente dipendevano dalla Giunta militare che era emanazione del Comitato di Liberazione Nazionale.
Tale reparto fu segnalato come bersaglio da Mario Fiorentini (nome di battaglia Giovanni), poiché abitava nei pressi di via Rasella e da casa sua vedeva "passare ogni pomeriggio" i militari "in pieno assetto di guerra". Giorgio Amendola, responsabile principale dei GAP, indicò le direttive, ma lasciò quindi al comando partigiano "assoluta libertà d'iniziativa", non per eventuali responsabilità dei soldati che vi appartenevano. Il "Bozen" era costituito da soldati addestrati e venne descritto dallo stesso Amendola come un "battaglione di gendarmeria" che transitava in via Rasella "in pieno assetto da guerra".
L'operazione fu portata a termine da 12 partigiani. Fu utilizzata una bomba a miccia ad alto potenziale, collocata in un carrettino per la spazzatura urbana, confezionata con 18 kg di esplosivo misto a spezzoni di ferro; dopo l'esplosione furono lanciate alcune bombe a mano dai tetti delle case per ingannare e "onde dare l'impressione che le bombe occorse per l'attentato alla colonna erano partite dall'alto" dei palazzi (in cui vennero eseguiti i primi 100 arresti di cittadini ignari). Rimasero uccisi 32 militari dell'11ª Compagnia del III Battaglione del Polizeiregiment Bozen e un altro soldato morì il giorno successivo. L'esplosione uccise anche due civili italiani, Antonio Chiaretti, partigiano della formazione Bandiera Rossa, ed il tredicenne Piero Zuccheretti.

### La rappresaglia

#### Processo decisionale tedesco

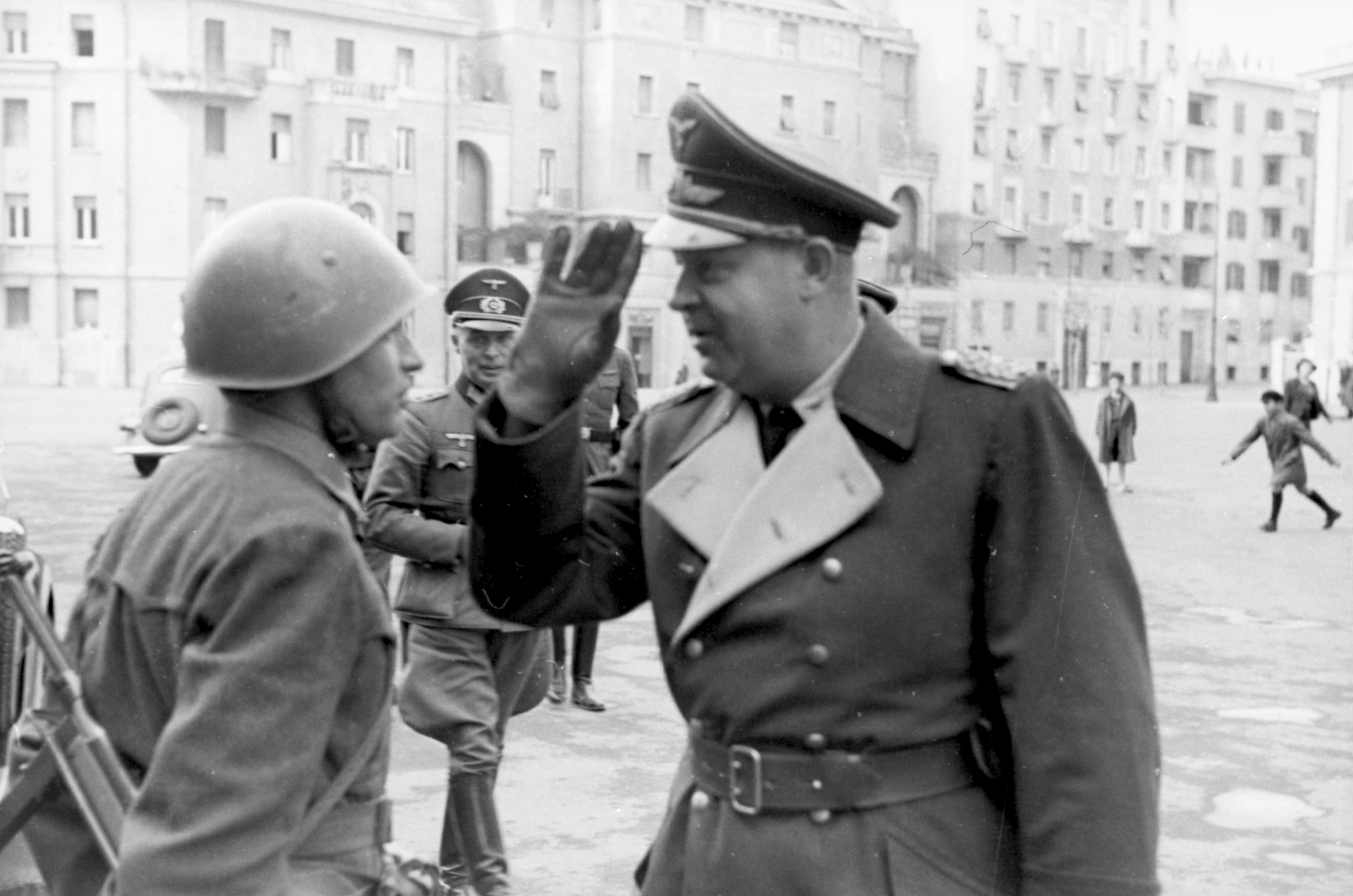
Il generale Kurt Mälzer comandante militare della città di Roma

La prima alta autorità ad arrivare in via Rasella dopo l'attentato fu il questore Pietro Caruso; subito dopo giunse il generale Kurt Mälzer, comandante della piazza di Roma, che apparve sconvolto dall'evento, diede in escandescenze e proclamò subito la volontà di procedere alla "vendetta per i miei poveri kameraden". Il generale parlò di distruggere tutto il quartiere e di eliminare gli abitanti; il consigliere d'ambasciata Moellhausen e il colonnello Kappler arrivarono poco dopo e cercarono di calmare il generale Mälzer; il colonnello assicurò che avrebbe svolto un'inchiesta immediata per appurare modalità e responsabili dell'attacco.
Il colonnello Eugen Dollmann, presente sul posto, affermò che subito si parlò di rappresaglia. Il generale Mälzer avvertì anche immediatamente il comando supremo tedesco in Italia, ma non riuscì a parlare con il feldmaresciallo Kesselring, che si era recato nella testa di ponte di Anzio; fu quindi il capo ufficio operazioni, colonnello Dietrich Beelitz, che telefonò al quartier generale di Rastenburg; Adolf Hitler venne avvertito nel primo pomeriggio e dispose una rappresaglia immediata "che avrebbe fatto tremare il mondo". Hitler avrebbe parlato di uccidere da trenta a cinquanta italiani per ogni soldato tedesco morto in via Rasella; peraltro non esistono documenti che provino l'esistenza di un ordine diretto di Hitler con la precisa determinazione dell'entità della rappresaglia.
In realtà, la decisione di compiere la rappresaglia fu presa durante una conversazione telefonica tra il generale Mälzer, il colonnello Kappler e il generale Eberhard von Mackensen (comandante della 14ª Armata), che era il superiore diretto del generale Mälzer poiché responsabile della zona di guerra della testa di ponte di Anzio. Il generale von Mackensen, che era a conoscenza delle pretese provenienti dal quartier generale di Rastenburg, ritenne, dopo essersi consultato con il colonnello Kappler, che fosse sufficiente fucilare dieci italiani per ogni tedesco morto in via Rasella; inoltre il generale stabilì che le vittime della rappresaglia avrebbero dovuto essere i cosiddetti Todeskandidaten (persone da eliminare), ovvero i prigionieri detenuti a Roma già condannati a morte o all'ergastolo e quelli colpevoli di atti che avrebbero probabilmente portato a una condanna a morte.
La decisione finale venne presa in serata, dopo il ritorno del feldmaresciallo Kesselring al suo posto di comando. Egli apprese dal suo capo di stato maggiore, generale Siegfrid Westphal, i dettagli dell'attentato di via Rasella e le varie opzioni di rappresaglia discusse; quindi entrò in contatto telefonico con il generale Alfred Jodl a Rastenburg. Il feldmaresciallo affermò che riteneva appropriato "compiere un'azione intimidatoria", ma che considerava inattuabile una rappresaglia nelle proporzioni richieste da Hitler; egli propose di applicare la proposta del generale von Mackensen di uccidere dieci italiani per ogni caduto tedesco in via Rasella. Il generale Jodl non entrò in dettagli e in pratica lasciò la decisione finale sull'entità della rappresaglia alle autorità supreme tedesche in Italia; il feldmaresciallo Kesselring concluse quindi il complesso processo decisionale tedesco comunicando al generale von Mackensen di procedere alla rappresaglia dieci contro uno con "esecuzione immediata".
Il feldmaresciallo Kesselring in persona ha chiarito nella sua testimonianza al processo nel novembre 1946 che non fu attivata alcuna procedura precedente la rappresaglia per fare appello alla popolazione o agli attentatori, che non venne emesso alcun avvertimento pubblico riguardo alla rappresaglia e alla proporzione dieci contro uno e che non fu presentata alcuna richiesta ai partigiani di consegnarsi per evitare l'eccidio. Principale preoccupazione delle autorità tedesche a Roma fu la necessità di eseguire con la massima rapidità, entro 24 ore, e nella segretezza la rappresaglia, e la difficoltà di individuare nel poco tempo a disposizione l'elevato numero di Todeskandidaten richiesto dalla proporzione stabilita dal feldmaresciallo Kesselring e dal generale von Mackensen.

#### Scelta degli italiani da fucilare
Il generale Mälzer, subito dopo il primo colloquio con il generale von Mackensen e ancor prima della decisione definitiva del feldmaresciallo Kesselring, aveva incaricato il colonnello Herbert Kappler di individuare la lista dei prigionieri italiani da eliminare; essendo morti fino a quel momento ventotto soldati tedeschi a via Rasella, il capo della Gestapo a Roma iniziò a raccogliere i nomi di 280 Todeskandidaten. Il colonnello Kappler era consapevole della difficoltà di individuare in brevissimo tempo un numero così elevato di persone; nelle prigioni di via Tasso e di Regina Coeli egli disponeva di circa 290 prigionieri tra uomini e donne, ma una parte non rientravano tra i già condannati a morte o tra i colpevoli di reati passibili di condanna a morte; inoltre le donne vennero subito escluse dalla rappresaglia pur non essendoci certezza che questa decisione fu, poi, rispettata nella metodica e frettolosa carneficina. Il colonnello Kappler decise di richiedere la collaborazione del questore Caruso che, dopo un incontro e alcune discussioni, promise di fornire una lista di cinquanta prigionieri da inserire nell'elenco dei Todeskandidaten.

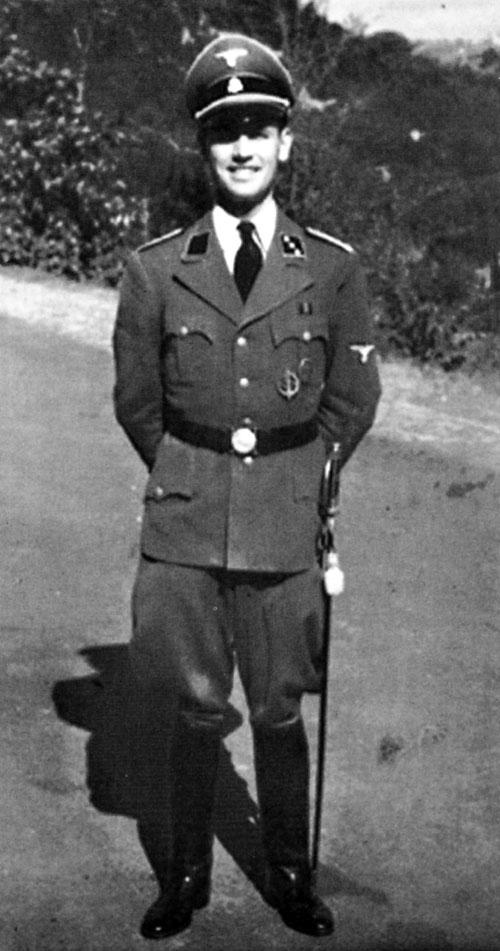
Il capitano Erich Priebke

Il colonnello Kappler prese in considerazione la possibilità di includere nell'elenco anche i 75 ebrei imprigionati in attesa di essere deportati; egli si consultò con il suo superiore diretto, il generale Wilhelm Harster, comandante in capo della Polizia tedesca in Italia con comando a Verona, che apparentemente sollecitò il suo subordinato a completare la lista a tutti i costi, includendo anche "tutti gli ebrei di cui avete bisogno". Il colonnello Kappler ottenne anche l'approvazione al suo operato del giudice generale del Tribunale militare tedesco a Roma, Hans Keller, che ritenne sulla base della legge tedesca di autodifesa che la proporzione della rappresaglia fosse appropriata. Il colonnello quindi attivò i suoi ufficiali, illustrò le decisioni delle autorità superiori e diede inizio alla frenetica individuazione dei nomi da inserire nell'elenco; il lavoro degli ufficiali della sezione della Gestapo di Roma, diretto personalmente dal colonnello Kappler e dal suo aiutante principale, capitano Erich Priebke, durò tutta la notte.
Il lavoro degli uomini del colonnello Kappler divenne ancor più difficile dopo la notizia, arrivata nel corso della notte, che il numero dei soldati tedeschi morti in via Rasella era salito a trentadue; diveniva quindi indispensabile, per mantenere la proporzione stabilita per la rappresaglia, individuare 320 italiani da condannare a morte. Dalla ricerca iniziale emerse che i condannati a morte presenti nelle carceri della Gestapo erano solo tre, membri della Resistenza comunista e azionista, mentre gli uomini candidabili sulla base di accuse per reati passibili di condanna a morte risultarono sedici. Il colonnello Kappler incluse subito anche i 75 ebrei, ai quali aggiunse i nomi di altri otto antifascisti di religione ebraica; dopo essersi recato alla caserma del Viminale, l'ufficiale individuò altri dieci nomi, tra cui i fratelli Umberto ed Angelo Pignotti, il loro cugino, figlio di una sorella del loro padre, Antonio Prosperi, nonché il cognato di Angelo, Fulvio Mastrangeli, ritenuti dalle autorità di polizia italiane "noti comunisti", compresi tra le persone rastrellate sommariamente in via Rasella dopo l'attentato.
Nella notte la ricerca di altri Todeskandidaten continuò sempre più frenetica; il capitano Priebke ha descritto come con il passare delle ore si procedette ad un nuovo controllo degli elenchi dei detenuti ed all'inserimento nella lista di uomini arrestati in attesa di giudizio per "oltraggio alle truppe tedesche", per possesso di "armi da fuoco o esplosivi" o perché presunti capi di "movimenti clandestini". Il colonnello Kappler decise a questo punto di comprendere tra i condannati Aldo Finzi, ebreo con un importante passato di amicizia e collaborazione con Mussolini, e soprattutto il colonnello Giuseppe Cordero Lanza di Montezemolo, l'abile capo del Fronte militare clandestino dell'esercito, e altri 37 militari italiani, tra cui tre generali e tre ufficiali dei carabinieri, compresi due capitani che avevano arrestato il Duce il 25 luglio 1943. Alle ore 3 del mattino del 24 marzo il colonnello Kappler, dopo aver aggiunto alla lista il sacerdote accusato di "attività comuniste" don Pietro Pappagallo, il partigiano Marcello Bucchi e il professore di liceo accusato di "antifascismo" Paolo Petrucci, ritenne, contando sui 50 nomi promessi dal questore Caruso, di aver raggiunto finalmente il numero di 320 condannati a morte previsti dalla rappresaglia.

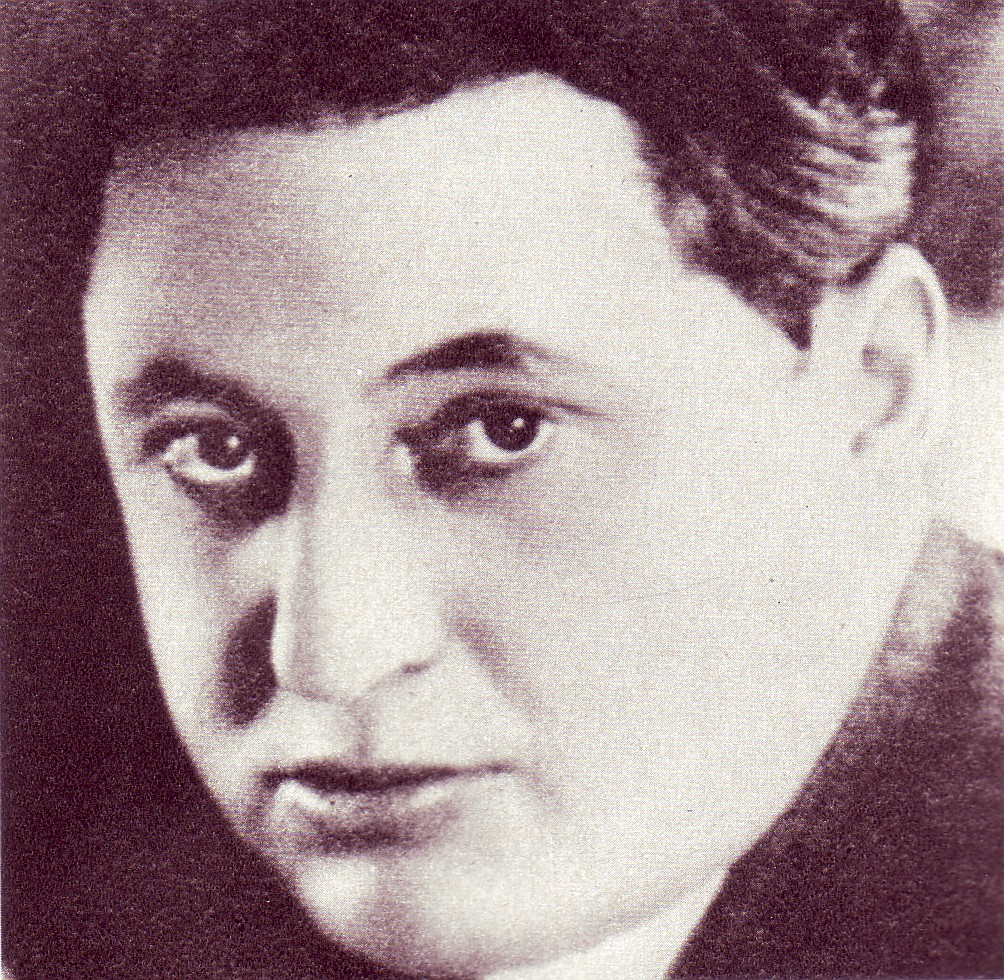
Il ministro degli Interni della Repubblica Sociale Italiana, Guido Buffarini Guidi

Alle ore 8 del mattino, tuttavia, il questore Caruso non aveva ancora pronto il suo elenco; egli si era recato a conferire con il ministro degli interni del regime di Salò, Guido Buffarini Guidi, per richiedere istruzioni e la sua approvazione alla compilazione della lista; il ministro si mostrò poco interessato a prendere responsabilità dirette e si limitò ad affermare che era inevitabile dare i nomi, "altrimenti chissà cosa potrebbe succedere. Sì, sì, dateglieli!". Alle ore 9.45 Caruso ebbe un incontro burrascoso in via Tasso con il colonnello Kappler, che pretese la lista dei 50 nomi; al colloquio era presente anche Pietro Koch, capo della squadra speciale della polizia fascista di Roma, che stava già preparando un suo elenco di persone da condannare alla rappresaglia. Caruso apparve poco collaborativo; affermò di non avere molti prigionieri e diede solo il nome di un medico condannato a morte per mercato nero; egli quindi si allontanò seguito da Koch, che invece garantì al colonnello che la lista con i 50 nomi sarebbe stata pronta entro le ore 14.
Il colonnello Kappler si incontrò alle ore 12 con il generale Mälzer per riferire; era stato convocato anche il maggiore Hellmuth Dobbrick (noto anche come Hans Dobek), comandante della compagnia del Polizeiregiment Bozen colpita in via Rasella; il generale, dopo essere stato informato dal colonnello Kappler sui progressi nella compilazione della lista e sulle difficoltà dell'individuazione del numero di italiani, ordinò al maggiore Dobbrick di eseguire personalmente con i suoi uomini la rappresaglia. Il maggiore Dobbrick tuttavia rifiutò espressamente di obbedire a questo ordine, affermando che i suoi soldati non erano in grado, per sentimenti religiosi, di eseguire le fucilazioni "nel breve tempo a disposizione". Con grande disappunto il generale Mälzer dovette ricercare altri esecutori e in un primo momento consultò il colonnello Wolf Rüdiger Hauser, capo di stato maggiore del generale von Mackensen, e richiese un reparto di truppe per eseguire materialmente la rappresaglia. Il colonnello Hauser tuttavia rifiutò a sua volta di farsi coinvolgere, affermando che il compito spettava alla polizia tedesca che aveva subito l'attacco; il generale Mälzer, sempre più in difficoltà, decise infine di assegnare direttamente al colonnello Kappler e ai suoi uomini l'esecuzione delle fucilazioni; egli stabilì inoltre che il capo della Gestapo a Roma avrebbe dovuto partecipare personalmente per "dare l'esempio".

#### Esecuzione della rappresaglia
Il colonnello Kappler, dopo aver ricevuto gli ordini del generale Mälzer, ritornò in via Tasso, dove comunicò ai suoi uomini che "entro poche ore" dovevano essere uccisi per rappresaglia 320 uomini. Tutti i componenti del reparto incaricato dell'azione, compresi gli ufficiali, avrebbero dovuto partecipare alle esecuzioni come "necessario atto simbolico". Il colonnello dovette affrontare rapidamente importanti difficoltà tecniche legate alla modalità delle fucilazioni e al luogo di esecuzione; egli disponeva in tutto di 74 uomini (tredici ufficiali, compreso egli stesso, un soldato semplice e 60 sottufficiali); su proposta del capitano Köhler, si decise di effettuare l'eccidio di massa in una serie di gallerie sotterranee abbandonate in via Ardeatina. Dopo un sopralluogo del capitano con genieri dell'esercito, la zona venne ritenuta idonea e facilmente occultabile chiudendo con esplosivi le entrate delle gallerie. Il colonnello Kappler stabilì che le uccisioni fossero dirette dal capitano Carl Schütz, che il capitano Priebke controllasse la lista per verificare l'avvenuto completamento delle uccisioni e che si impiegasse "non più di un minuto per ogni uomo".

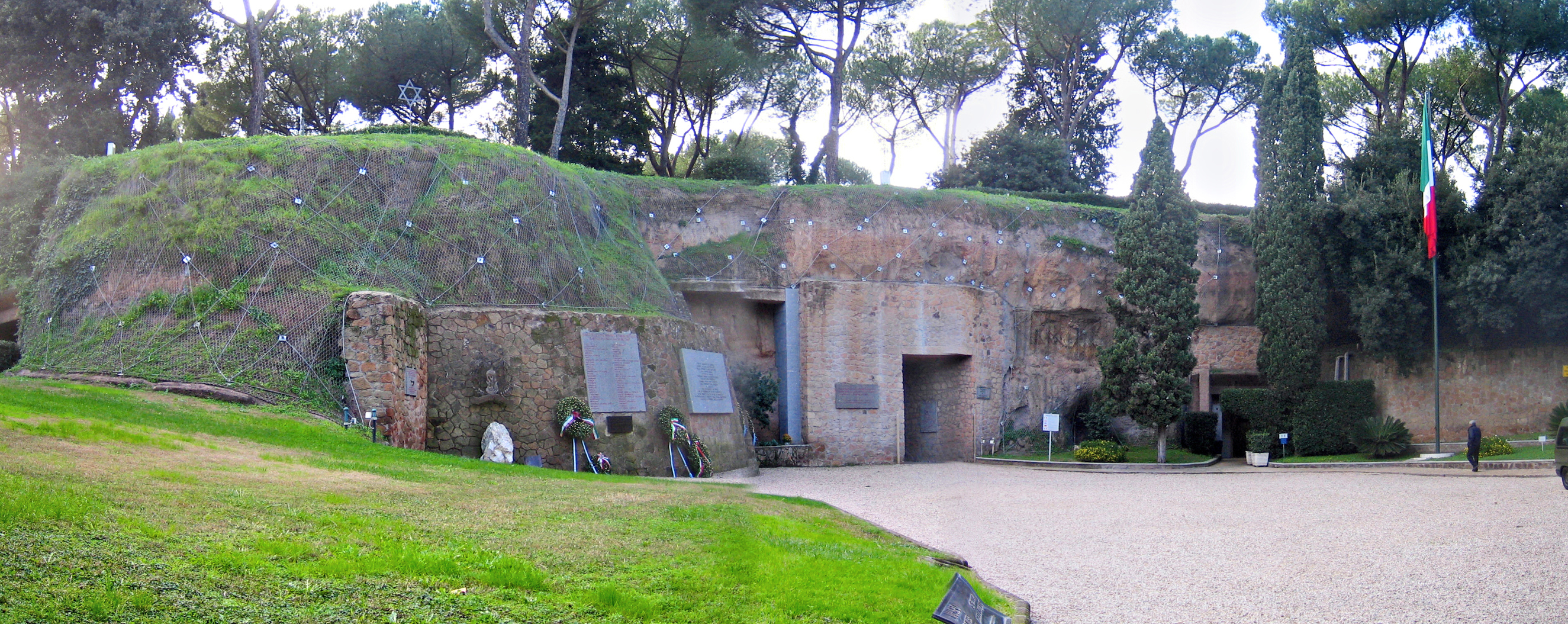
Entrata alle fosse

Ulteriori difficoltà sorsero verso le ore 13, quando il colonnello Kappler apprese della morte del trentatreesimo soldato tedesco in via Rasella; egli, deciso a eseguire con la massima precisione la rappresaglia, secondo le tassative disposizioni delle autorità superiori, prese l'iniziativa immediata e autonoma di comprendere nella lista dei condannati a morte altri dieci uomini, presi tra un gruppo di ebrei che erano stati arrestati nelle ultime ore dopo il completamento dell'elenco iniziale. Intanto fin da mezzogiorno era iniziato il concentramento dei Todeskandidaten. I prigionieri rinchiusi in via Tasso furono condotti fuori dalle celle e radunati con le mani legate dietro la schiena; non venne comunicata alcuna informazione sul destino che attendeva le vittime; il colonnello Kappler e il capitano Schütz ritennero che, per evitare reazioni pericolose dei prigionieri o della popolazione, difficilmente controllabili a causa del ridotto numero di militari tedeschi disponibili, fosse preferibile mantenere l'incertezza e la segretezza.
Poco prima delle 14 la colonna degli autoveicoli con i prigionieri si mise in movimento e da via Tasso si diresse verso via Ardeatina; il luogo era distante circa quattro chilometri. Le cave scelte per l'eccidio erano ubicate tra le catacombe di san Callisto e di Domitilla; attraverso tre accessi si entrava in un labirinto di gallerie interconnesse, che misuravano da trenta a novanta metri di lunghezza, quattro metri di altezza e tre metri di larghezza. Prima dell'arrivo degli automezzi con i condannati, il capitano Schütz si era recato sul luogo con i suoi uomini; si trattava di personale poco esperto di armi e impiegato soprattutto in compiti burocratici di polizia e repressione; egli illustrò in modo energico la loro missione; il colonnello Kappler parlò agli ufficiali, affermando che il loro compito era legittimo e che era indispensabile una loro partecipazione diretta per rinsaldare il morale degli uomini.
Alle ore 15.30 arrivarono anche i prigionieri provenienti da Regina Coeli e dopo pochi minuti ebbero inizio le fucilazioni. I prigionieri, suddivisi in gruppi di cinque, vennero condotti nelle gallerie illuminate da soldati tedeschi muniti di torce elettriche; all'entrata del luogo di esecuzione il capitano Priebke richiedeva il nome al condannato e controllava la lista; quindi le vittime venivano fatte inginocchiare e gli esecutori, all'ordine del capitano Schütz, sparavano un colpo di pistola dall'alto in basso all'altezza del collo; in questo modo si riteneva di ottenere una morte immediata. Un soldato accanto all'esecutore illuminava la scena con un'altra torcia. Il colonnello Kappler prese parte al secondo turno di eliminazione; il capitano Priebke invece sparò con il terzo turno. In totale furono effettuati 67 turni di esecuzioni; mentre all'inizio la procedura di annientamento delle vittime sembrò avviarsi con precisione e disciplina, con il passare del tempo la situazione divenne più confusa.
Alcune vittime cercarono di opporre resistenza e dovettero essere sottomesse con la forza; la massa crescente di cadaveri venne accatastata per lasciare spazio a disposizione; alla fine, per accelerare i tempi, si decise di far salire le vittime e gli esecutori sopra lo strato di cadaveri e si formarono pile di corpi. Alcuni carnefici non eseguirono con precisione l'esecuzione; fu necessario sparare ripetutamente sulla stessa vittima, molti corpi furono devastati e mutilati dai colpi, alcune vittime non morirono istantaneamente. Per sostenere il morale dei suoi uomini il colonnello Kappler prese parte a un secondo turno di esecuzioni; egli convinse a sparare anche il tenente Wetjen, che in un primo tempo si era rifiutato; tutti gli ufficiali, su ordine del colonnello, effettuarono una seconda esecuzione; solo il sottotenente Günther Amonn, completamente sconvolto, non riuscì a sparare e venne messo da parte.
Mentre procedeva l'eliminazione sistematica delle vittime comprese nella lista tedesca del capitano Priebke, il colonnello Kappler era in ansiosa attesa dell'arrivo dei cinquanta uomini che avrebbero dovuto essere forniti dal questore Caruso; quest'ultimo aveva continuato a cercare di guadagnare tempo e non aveva ancora completato la lista. Alle ore 16.30 il tenente Tunnat e il sottotenente Kofler arrivarono a Regina Coeli e pretesero immediatamente i cinquanta prigionieri; dato che la lista di Caruso non era ancora arrivata, il tenente Tunnat radunò sommariamente i prigionieri a caso; vennero prelevati alcuni che erano effettivamente compresi nell'elenco del questore, ma vennero anche condotti alla morte dieci detenuti estranei in procinto di essere rilasciati. Il tenente Tunnat condusse alle cave ardeatine circa trenta uomini e dopo alcune ore ritornò a Regina Coeli dove era arrivata la lista di Caruso; l'ufficiale tedesco prese gli ultimi venti detenuti, che arrivarono alle cave ardeatine quando ormai era sera; le ultime venticinque esecuzioni terminarono alle ore 20. Il colonnello Kappler al termine dell'eccidio parlò ai suoi uomini, ammettendo che era "stato molto difficile", ma affermò che "la rappresaglia era stata eseguita" in applicazione delle "leggi di guerra".
Durante l'esecuzione dei Todeskandidaten, il capitano Priebke aveva accuratamente controllato la lista, procedendo alla verifica del numero delle vittime; al termine dell'eccidio l'ufficiale rilevò che erano presenti, a causa della confusione dell'azione finale di rastrellamento dei condannati a morte, cinque uomini in più del numero previsto di 330. Il colonnello Kappler, informato dal capitano Priebke, decise di procedere all'eliminazione anche di questi ostaggi in più con la motivazione, riferita dal maggiore SS Karl Hass durante il secondo processo del dopoguerra, che fosse inevitabile ucciderli perché "avevano visto tutto".
Lo storico tedesco Gerhard Schreiber, stigmatizzando "efferatezza e furia vendicativa" dell'eccidio delle Fosse Ardeatine, ha scritto che "la messa in pratica dell'esecuzione può soltanto essere definita bestiale".

### Tentativo di occultamento e commemorazione
Al termine della procedura di annientamento delle vittime, i soldati del genio tedeschi minarono gli accessi alle gallerie e fecero esplodere le cariche sbarrando le entrate; in questo modo il colonnello Kappler intendeva mantenere l'assoluta segretezza sull'eccidio. Le esplosioni finali furono udite da alcuni religiosi salesiani presenti nelle vicinanze che fungevano da guide alle catacombe; i salesiani avevano osservato durante l'intera giornata il frenetico movimento di automezzi tedeschi nella zona; nella notte il gruppo approfittò per entrare nelle cave per vedere cosa stesse succedendo e si trovò di fronte ad uno spettacolo orrendo: all'interno delle cave i cadaveri erano rimasti ammassati in gruppi alti oltre un metro e mezzo.
A trenta giorni dall'eccidio, la sera del 24 aprile 1944, un gruppo di partigiani di Bandiera Rossa volle commemorare i compagni uccisi, andò all'ingresso della cava, disarmò gli uomini della Polizia dell'Africa italiana che erano stati posti di guardia allo scopo di impedire azioni commemorative, ed espose un cartello con scritto: «I partigiani di Bandiera Rossa vi vendicheranno».

### Primi tentativi nazifascisti di giustificare l'eccidio
L'Alto comando tedesco diramò alle ore 22.55 del 24 marzo un comunicato, trasmesso dall'Agenzia Stefani, che, dopo aver descritto l'attentato di via Rasella, "imboscata eseguita da comunisti-badogliani", proclamava la volontà di "stroncare l'attività di questi banditi" e rivelava di aver ordinato che "per ogni tedesco ammazzato dieci comunisti-badogliani saranno fucilati" e concludeva con la frase inequivocabile "l'ordine è già stato eseguito". I quotidiani romani riportarono il comunicato nella loro edizione di mezzogiorno del 25 marzo. Mussolini discusse telefonicamente con il ministro Buffarini Guidi riguardo al tragico eccidio; egli apparve soprattutto preoccupato per la possibile reazione della popolazione di Roma; il Duce giustificò la rappresaglia: ai tedeschi "non si può rimproverare nulla: la rappresaglia è legale, è sanzionata [sic] dai diritti internazionali".
La convenzione dell'Aia del 1907 proibisce la rappresaglia contro un'intera popolazione per fatti di cui non è responsabile, mentre la Convenzione di Ginevra del 1929, relativa al trattamento dei prigionieri di guerra, fa esplicito divieto di atti di rappresaglia nei confronti dei prigionieri di guerra nell'Articolo 2.. L'istituto della rappresaglia era contemplato nei codici di diritto bellico nazionali, in cui si faceva riferimento ai criteri della proporzionalità rispetto all'entità dell'offesa subita, della selezione degli ostaggi (non indiscriminata) e della salvaguardia delle popolazioni civili. Nessuno di questi criteri, comunque, fu rispettato dai tedeschi: la rappresaglia fu del tutto sproporzionata; nessuno degli uccisi aveva alcunché a che fare con l'attentato; nella selezione degli ostaggi si procedette alla fucilazione anche di personale sanitario, infermi e malati, nonché di civili inermi del tutto estranei alla Resistenza, molti dei quali selezionati solo in quanto ebrei; inoltre non risulta che sia stata eseguita da parte tedesca alcuna seria indagine per appurare l'identità dei responsabili dell'attacco.
Nel 1997 lo storico tedesco Lutz Klinkhammer scrisse: «Quanti in Germania ancora oggi ritengono legittima la "rappresaglia" delle Fosse Ardeatine - e tra questi vi sono molti ex membri della Wehrmacht - e pretendono che la popolazione italiana avrebbe dovuto comportarsi secondo la Conferenza dell'Aia sulla condotta della guerra terrestre, non solo misconoscono il fatto che anche in Italia la forza d'occupazione non rispettava le disposizioni della stessa Conferenza (a cominciare dal trattamento dei prigionieri di guerra italiani [...]) ma, in ultima analisi, pretendono anche che una parte della popolazione avrebbe dovuto lasciarsi uccidere, deportare in campi di concentramento o di lavoro forzato - misure adottate dalla forza d'occupazione nazista violando le convenzioni stabilite all'Aia - senza opporre alcuna resistenza. La resistenza contro questo tipo di occupazione può in realtà essere considerata solo dal punto di vista della legittima difesa contro un'occupazione caratterizzata da forti tratti criminali».

## Vittime
Nell'eccidio furono uccise 335 persone: 154 persone a disposizione dell'Aussenkommando, sotto inchiesta di polizia; 23 in attesa di giudizio del Tribunale militare tedesco; 16 persone già condannate dallo stesso tribunale a pene varianti da 1 a 15 anni; 75 appartenenti alla comunità ebraica romana; 40 persone a disposizione della Questura romana fermate per motivi politici; 10 fermate per motivi di pubblica sicurezza; 10 arrestate nei pressi di via Rasella; una persona già assolta dal Tribunale militare tedesco; sette persone tuttora non identificate.
Dalle salme identificate (328 su 335) si ricava che delle vittime circa 39 fossero ufficiali, sottufficiali e soldati appartenenti alle formazioni clandestine della Resistenza militare, circa 52 erano gli aderenti alle formazioni del Partito d'Azione e di Giustizia e Libertà, circa 55 a Bandiera Rossa (un'organizzazione comunista non legata al CLN), 19 erano fratelli massoni (tra cui 3 anarchici tutti iscritti all'Unione sindacale italiana: Manlio Gelsomini, Umberto Scattoni e Mario Tapparelli ) appartenenti indistintamente sia all'Obbedienza di Palazzo Giustiniani sia a quella di Piazza del Gesù, e circa 75 erano di religione ebraica. Altri, fino a raggiungere il numero previsto, furono detenuti comuni. Non mancarono tuttavia tra gli uccisi i rastrellati a caso e gli arrestati a seguito di delazioni dell'ultim'ora, come il giovane pugile ebreo Lazzaro Anticoli, detto "Bucefalo", arrestato in seguito alla delazione di una correligionaria, Celeste Di Porto, detta "Pantera Nera", finito alle Fosse Ardeatine al posto del fratello della giovane.
Almeno 9 le vittime straniere: Giorgio Leone Blumstein (nato a Leopoli, banchiere ebreo), Salomone Drucker (nato a Leopoli, commerciante ebreo), Sandor Kerestzi (nato a Budapest, giornalista cattolico), Boris Landesman (nato a Odessa, commerciante ebreo), Bernard Soike (biografia ignota), Marian Reicher (ebreo polacco, nato a Kolomyja), Eric Heinz Tuchman (nato a Magdeburgo, ebreo tedesco), Paul Peisach Wald e Schachne Wald (il primo nato a Berlino, il secondo in Polonia.
1. Agnini Ferdinando (Catania, 24 agosto 1924) - Studente di medicina, impiegato - PCI.[65]
2. Albanese Teodato (Cerignola, Foggia, 7 giugno 1904) - Avvocato.
3. Albertelli Pilo (Parma, 30 settembre 1907) - Professore di filosofia - Partigiano combattente; membro del Comitato Militare del Partito d'Azione insieme a Armando Bussi - Medaglia d'oro al valor militare.[66]
4. Amoretti Ivanoe (Imperia, 12 novembre 1920) - Sottotenente del Regio Esercito in servizio permanente effettivo (partigiano) - Fronte militare clandestino di resistenza
5. Angelai Aldo (Roma, 26 dicembre 1917) - Macellaio - PSIUP.
6. Angeli Virgilio (Grossendaerdof, 20 dicembre 1899) - Pittore.
7. Angelini Paolo (Castelnuovo di Garfagnana, Lucca, 9 luglio 1909) (Lucca) - Autista - PCI; Appartenente ai GAP
8. Angelucci Giovanni (Roma, 24 agosto 1924) - Macellaio - Bandiera Rossa.
9. Annarumi Bruno (Roma, 30 novembre 1921) - Stagnino - Partito d'Azione.
10. Anticoli Lazzaro (Roma, 7 aprile 1917) - Venditore ambulante; pugile - Vittima della Shoah.[67]
11. Artale Vito (Palermo, 1º marzo 1882) - Tenente Generale d'artiglieria - Fronte Militare Clandestino - Medaglia d'oro al valor militare.[68]
12. Astrologo Cesare (Tivoli, Roma, 14 settembre 1903) - Lucidatore - Partigiano - Vittima della Shoah.[69]
13. Aversa Raffaele (Labico, Roma, 2 settembre 1906) - Capitano dei Carabinieri Reali - Fronte clandestino di resistenza dei carabinieri - Medaglia d'oro al valor militare.[70]
14. Avolio Carlo (Siracusa, 14 settembre 1895) - Impiegato S.A.I.B. - Partito Democratico del Lavoro (Unione Nazionale); Membro della Brigata Goffredo Mameli.
15. Ayroldi Antonio (Ostuni, Brindisi, 10 settembre 1906) - Maggiore del Genio del Regio Esercito (Fronte Militare Clandestino) - Comandante raggruppamento patrioti Lazio sud e zona Castelli - Medaglia d'argento al valor militare.[71]
16. Azzarita Manfredi (Venezia, 19 luglio 1912) - Capitano di cavalleria - Fronte Militare Clandestino, Gruppo Fossi - Medaglia d'oro al valor militare.[72]
17. Baglivo Ugo (Alessano, Lecce, 24 novembre 1910) - Avvocato - Partito d'Azione; Partigiano.[73]
18. Ballina Giovanni (Roma, 21 ottobre 1905) - Contadino - CLN.
19. Banzi Aldo (Roma, 23 febbraio 1921) - Geometra - Bandiera Rossa.
20. Barbieri Silvio (Roma, 31 dicembre 1902) - Architetto - PCI.
21. Benati Nino (Conselice, Ravenna, 9 agosto 1913) - Impiegato, banchista - Bandiera Rossa.
22. Bendicenti Donato (Rogliano, Cosenza, 18 ottobre 1907) - Avvocato - Partigiano combattente; PCI; Appartenente alla Banda patrioti del Trionfale diretta dal colonnello Vetere - Medaglia d'argento al valor militare.[74]
23. Berardi Lallo (Roma, 13 settembre 1905) - Manovale, muratore - Partito Repubblicano.
24. Bernabei Elio (Montepulciano, Siena, 29 ottobre 1907) - Ingegnere delle Ferrovie dello Stato - Partito d'Azione.[75]
25. Bernardini Secondo (Pisoniano, Roma, 12 maggio 1908) - Commerciante - Democrazia Cristiana.
26. Bernardini Tito (Orte, Viterbo, 24 aprile 1898) - Operaio, magazziniere - PCI.
27. Berolsheimer Aldo (Roma, 20 settembre 1905) - Commesso - Vittima della Shoah.
28. Blumstein Giorgio Leone (Leopoli, 1895) - Banchiere - Vittima della Shoah.
29. Bolgia Michele (Roma, 14 marzo 1894) - Ferroviere; Guardasala FF.SS. - PSIUP).
30. Bonanni Luigi (Camerata Nuova, Roma, 10 marzo 1910) - Operaio specializzato Pirelli; autista - PCI; Staffetta partigiana.
31. Bordoni Manlio (Roma, 23 luglio 1920) - Impiegato - Movimento Comunista Italiano.
32. Bruno Di Belmonte Luigi (Napoli, 24 ottobre 1919) - Possidente - Fuggito da campo di internamento tedesco in Croazia.
33. Bucchi Marcello (Roma, 18 ottobre 1921) - Geometra; Disegnatore - Fronte Militare Clandestino.[76]
34. Bucci Bruno (Roma, 29 settembre 1920) - Impiegato; Disegnatore - Partito d'Azione.
35. Bucci Umberto (Lucera, Foggia, 18 giugno 1892) - Impiegato - Partito d'Azione.
36. Bucciano Francesco (Castrovillari, Reggio Calabria, 5 agosto 1894) - Impiegato Firmar - Bandiera Rossa.
37. Bussi Armando (Modena, 17 dicembre 1896) - Impiegato delle Ferrovie dello Stato - Membro del Comitato Militare del Partito d'Azione insieme a Pilo Albertelli - Medaglia d'oro al valor militare.[77]
38. Butera Gaetano (Riesi, Caltanissetta, 11 settembre 1924) - Pittore; soldato carrista - Fronte Militare Clandestino; Partito socialista italiano - Medaglia d'oro al valor militare.[78]
39. Buttaroni Vittorio (Genzano, Roma, 15 ottobre 1905) - Autista - Partigiano; Partito d'Azione.
40. Butticé Leonardo (Siculiana, Agrigento, 2 febbraio 1921) - Meccanico - PSIUP.
41. Calderari Giuseppe (Nespolo, Rieti, 27 marzo 1909) - Contadino - Partigiano.
42. Camisotti Carlo (Corbola, Rovigo, 11 maggio 1902) - Asfaltista - Brigate Garibaldi; Partito Comunista Italiano.
43. Campanile Silvio (Roma, 24 giugno 1905) - Commerciante - PSIUP.
44. Canacci Ilario (Roma, 12 febbraio 1927) - Secondo cameriere d'albergo - Bandiera Rossa - Arrestato il 29 febbraio 1944 - A 17 anni è tra le più giovani vittime dell'eccidio.
45. Canalis Salvatore (Tula, Sassari, 14 novembre 1908) - Professore di lettere ai Licei - Partito d'Azione.
46. Cantalamessa Renato (Roma, 27 settembre 1903) - Falegname - PCI.
47. Capecci Alfredo (Roma, 11 dicembre 1924) - Meccanico - Bandiera Rossa.
48. Capozio Ottavio (Roma, 20 settembre 1922) - Impiegato postelegrafonico - Bandiera Rossa.
49. Caputo Ferruccio (Melissano, Lecce, 16 ottobre 1922) - Studente.
50. Caracciolo Emanuele (Tripoli, Libia, 22 agosto 1912) - Regista e tecnico cinematografico - Comunista.
51. Carioli Francesco (Pieve Torina, Macerata, 9 luglio 1878) - Fruttivendolo.
52. Carola Federico (Lecce, 11 ottobre 1912) - Capitano della Regia Aeronautica - Fronte Militare Clandestino.
53. Carola Mario (Gaeta, Latina, 8 maggio 1917) - Capitano di fanteria - Fronte Militare Clandestino.
54. Casadei Andrea (Roma, 30 novembre 1912) - Artigiano, Falegname - Arrestato perché dava ospitalità a prigionieri inglesi e americani
55. Caviglia Adolfo (Roma, 5 ottobre 1898) - Impiegato - Vittima della Shoah.
56. Celani Giuseppe (Roma, 28 agosto 1901) - Ispettore capo dei servizi annonari del governatorato di Roma - Partito Democratico del Lavoro (Unione Nazionale); Partigiano.[79]
57. Cerroni Oreste (Roma, 16 settembre 1874) - Tipografo - Partito d'Azione - Arrestato perché stampava con altri 3 compagni manifesti di propaganda contro i nazifascisti.
58. Checchi Egidio (Gallarate, Varese, 29 luglio 1892) - Meccanico - Arrestato come militante del PCI.
59. Chiesa Romualdo (Roma, 1º settembre 1922) - Studente di ingegneria - Partigiano combattente (Movimento dei Cattolici comunisti) - Accusato di traffico d'armi - Medaglia d'oro al valor militare.[80]
60. Chiricozzi Aldo Francesco (Civitavecchia, Roma, 12 settembre 1925) - Impiegato postelegrafonico - Arrestato il 21 febbraio 1944 con l'accusa di fornire sigarette ai partigiani della Banda d'Achille.
61. Ciavarella Francesco (Pistoia, 7 gennaio 1917) - Impiegato nella Marina Mercantile - Partito Comunista Italiano. Riconosciuto partigiano combattente caduto per la lotta di Liberazione nella banda abruzzese dedicata a suo nome.
62. Cibei Duilio (Roma, 8 gennaio 1929) - Falegname - Partito d'Azione - Arrestato il 7 febbraio 1944 con il fratello Gino con l'accusa di sabotaggio - A 15 anni è con Michele Di Veroli la vittima più giovane dell'eccidio.
63. Cibei Gino (Roma, 13 maggio 1924)- Meccanico - Partito d'Azione - Arrestato il 7 febbraio 1944 con il fratello Duilio con l'accusa di sabotaggio.
64. Cinelli Francesco (Roma, 26 febbraio 1899) - Impiegato della società Romana Gas - Partito Comunista Italiano - Arrestato con il fratello Giuseppe il 22 marzo 1944.
65. Cinelli Giuseppe (Roma, 17 gennaio 1902) - Portatore ai mercati generali - PCI - Arrestato con il fratello Francesco il 22 marzo 1944 con l'accusa di sostenere il movimento partigiano.
66. Cocco Pasquale (Sedilo, Oristano, 5 gennaio 1920) - Studente.
67. Coen Saverio (Roma, 5 ottobre 1910) - Commerciante - Partigiano combattente - Collabora con i servizi segreti inglesi - Arrestato il 22 febbraio 1944 - Vittima della Shoah - Medaglia d'argento al valor militare.[81]
68. Conti Giorgio (Roma, 17 maggio 1902) - Ingegnere (CLN).
69. Corsi Orazio - Falegname (PCI).
70. Costanzi Guido - Impiegato, Sottotenente contabile del Corpo Militare della Croce Rossa Italiana (Fronte Militare Clandestino) - Medaglia d'argento al valor militare.
71. Cozzi Alberto (Roma, 23 marzo 1925) - Meccanico; partigiano combattente - Medaglia d'oro al valor militare.[82]
72. D'Amico Cosimo - Amministratore teatrale.
73. D'Amico Giuseppe - Impiegato (PCI).
74. D'Andrea Mario - Ferroviere (Partito d'Azione).
75. D'Aspro Arturo - Ragioniere (Bandiera Rossa).
76. De Angelis Gerardo - Regista cinematografico; partigiano (Centro informazioni) - Medaglia d'argento al valor militare.[83]
77. De Carolis Ugo - Maggiore dei Carabinieri Reali - Capo di stato maggiore del Fronte clandestino di resistenza dei carabinieri - Medaglia d'oro al valor militare.[84]
78. De Giorgio Carlo - Impiegato (Partito d'Azione).
79. De Grenet Filippo (Napoli, 1904) - Impiegato; tenente di complemento - Fronte Militare Clandestino - Medaglia d'oro al valor militare.[85]
80. Della Torre Odoardo (Livorno, 24 febbraio 1894) - Avvocato; insegnante di filosofia - Attivo nella Resistenza romana - Vittima della Shoah.[86]
81. Del Monte Giuseppe - Impiegato.
82. De Marchi Raoul - Impiegato (Partito d'Azione).
83. De Nicolò Gastone - Studente (PSIUP).
84. De Simoni Fidardo - Operaio (Bandiera Rossa), pentecostale (culto vietato dalla Circolare Buffarini Guidi 600/158 del 9 aprile 1935[87]).
85. Di Capua Zaccaria - Autista.
86. Di Castro Angelo - Commesso.
87. Di Consiglio Cesare (Roma, 7 novembre 1912) - Operaio - Arrestato il 21 marzo 1944 insieme ai suoi familiari per motivi razziali - Vittima della Shoah.
88. Di Consiglio Franco (Roma, 21 marzo 1927) - Macellaio - Arrestato il 21 marzo 1944 insieme ai suoi familiari per motivi razziali - Vittima della Shoah - A 17 anni è tra le più giovani vittime dell'eccidio.
89. Di Consiglio Marco (Roma, 15 maggio 1924) - Macellaio - Arrestato il 21 marzo 1944 insieme ai suoi familiari per motivi razziali - Vittima della Shoah
90. Di Consiglio Mosè (Roma, 25 gennaio 1870) - Commerciante - Arrestato il 21 marzo 1944 insieme ai suoi familiari per motivi razziali - Vittima della Shoah
91. Di Consiglio Salomone (Roma, 20 febbraio 1899) - Venditore ambulante - Arrestato il 21 marzo 1944 insieme ai suoi familiari per motivi razziali - Vittima della Shoah
92. Di Consiglio Santoro (Roma, 23 settembre 1925) - Macellaio - Arrestato il 21 marzo 1944 insieme ai suoi familiari per motivi razziali - Vittima della Shoah
93. Di Nepi Alberto (Roma, 21 settembre 1879) - Commerciante - Arrestato il 15 febbraio 1944 per motivi razziali - Vittima della Shoah
94. Di Nepi Giorgio (Roma, 23 settembre 1919) - Viaggiatore di commercio - Arrestato il 22 marzo 1944 per motivi razziali - Vittima della Shoah
95. Di Nepi Samuele (Milano, 8 febbraio 1908) - Commerciante - Arrestato il 13 marzo 1944 per motivi razziali - Vittima della Shoah
96. Di Nola Ugo (Roma, 12 febbraio 1901) - Rappresentante di commercio - Arrestato il 20 febbraio 1944 per motivi razziali - Vittima della Shoah
97. Diociajuti Pier Domenico (Padova, 10 maggio 1879) - Commerciante - Partito d'Azione - Arrestato il 9 marzo 1944 con l'accusa di sabotaggio.
98. Di Peppe Otello (Chiesto, 31 maggio 1890) - Falegname ebanista - PCI - Conserva documenti, nasconde fuggiaschi, raccoglie viveri per le bande partigiane - Arrestato il 1º febbraio 1944.
99. Di Porto Angelo (Roma, 1º aprile 1918) - Commesso; venditore ambulante - Arrestato il 23 marzo 1944 per motivi razziali - Vittima della Shoah.
100. Di Porto Giacomo (Roma, 15 dicembre 1895) - Venditore ambulante - Arrestato il 24 marzo 1944 per motivi razziali - Vittima della Shoah.
101. Di Porto Giacomo (Roma, 10 aprile 1890) - Venditore ambulante - Arrestato il 24 marzo 1944 per motivi razziali - Vittima della Shoah.
102. Di Salvo Gioacchino (Napoli, 3 febbraio 1914) - Impiegato - Democrazia del Lavoro - Arrestato il 2 marzo 1944.
103. Di Segni Armando (Roma, 27 giugno 1913) - Venditore ambulante - Arrestato il 24 marzo 1944 per motivi razziali - Vittima della Shoah.
104. Di Segni Pacifico (Roma, 26 gennaio 1922) - Venditore ambulante - Arrestato il 23 marzo 1944 per motivi razziali - Vittima della Shoah.
105. Di Veroli Attilio - Commerciante - Arrestato il 18 marzo 1944 con il padre per motivi razziali - Vittima della Shoah
106. Di Veroli Michele (Roma, 3 febbraio 1929) - Venditore ambulante - Arrestato il 18 marzo 1944 con il padre per motivi razziali - Vittima della Shoah - A 15 anni è con Duilio Cibei la vittima più giovane dell'eccidio.
107. Drucker Salomone (Leopoli, Polonia, 11 gennaio 1905) - Commerciante; Pellicciaio - Partito Socialista Polacco - Arrestato il 27 febbraio 1944 con l'accusa di spionaggio - Vittima della Shoah
108. Duranti Lido (Castelfranco di Sotto, Pisa, 7 aprile 1919) - Operaio presso la Ditta Pirelli - Partito Comunista Italiano - Svolge attiva opera di propaganda - Arrestato il 27 febbraio 1944.
109. Efrati Marco (Roma, 25 luglio 1907) - Commerciante - Arrestato il 20 marzo 1944 per motivi razziali - Vittima della Shoah.
110. Elena Fernando (Roma, 22 giugno 1919) - Artista - PSIUP - Svolge attiva opera di propaganda - Arrestato il 22 febbraio 1944.
111. Eluisi Aldo (Venezia, 11 settembre 1898) - Pittore; partigiano combattente (Partito d'Azione) - Medaglia d'oro al valor militare.[88]
112. Ercolani Giorgio (Roma, 1908) - Tenente colonnello di Stato Maggiore del Regio Esercito - Partito d'Azione - Arrestato il 22 gennaio 1944.
113. Ercoli Aldo (Roma, 7 maggio 1916) - Pittore - Partito d'Azione - Arrestato il 12 gennaio 1944.
114. Fabri Renato (Vetralla, Viterbo, 25 dicembre 1888) - Commerciante - Partito d'Azione; Capo Zona e sabotatore - Arrestato il 2 marzo 1944.
115. Fabrini Antonio (Zagarolo, Roma, 21 febbraio 1900) - Stagnino - Movimento Comunista Italiano; (CLN) - Arrestato il 13 marzo 1944 con l'accusa di aver fornito materiale per la fabbricazione di bombe.
116. Fano Giorgio (Roma, 4 agosto 1907) - Dottore in scienze commerciali - Arrestato il 15 marzo 1944 per motivi razziali - Vittima della Shoah.
117. Fantacone Alberto (Roma, 25 settembre 1916) - Avvocato; Dottore in legge - Partito d'Azione; Fronte militare clandestino di resistenza - Brigata Goffredo Mameli (Banda Neri) - Arrestato il 28 gennaio 1944 - Medaglia d'argento al valor militare.[89]
118. Fantini Vittorio (Roma, 10 novembre 1918) - Farmacista - PCI - Arrestato il 16 marzo 1944 per aver dato ospitalità a prigionieri inglesi e americani.
119. Fatucci Sabato Amadio (Roma, 27 novembre 1877) - Venditore ambulante - Arrestato il 22 marzo 1944 per motivi razziali - Vittima della Shoah.
120. Felicioli Mario (Roma, 20 ottobre 1901) - Elettrotecnico - PCI).
121. Fenulli Dardano (Reggio Emilia, 1889) - maggior Generale (Fronte Militare Clandestino) - Medaglia d'oro al valor militare.[90]
122. Ferola Enrico - Fabbro (Partito d'Azione).
123. Finamonti Loreto (Nespolo (RI), 20 dicembre 1900) - Commerciante (CLN). Partigiano combattente caduto per la lotta di Liberazione. Riconosciuto nella banda abruzzese Turanense.
124. Finocchiaro Arnaldo - Elettricista (PCI).
125. Finzi Aldo - Imprenditore agricolo; ex sottosegretario del Ministero degli Interni del governo Mussolini (Democrazia del Lavoro) - Vittima della Shoah.
126. Fiorentini Valerio - Autista meccanico (PCI).
127. Fiorini Fiorino - Maestro musica (Partito d'Azione).
128. Fochetti Angelo - Impiegato (Corpo Volontari della Libertà).
129. Fondi Edmondo - Impiegato commerciante.
130. Fontana Genserico (Roma, 26 gennaio 1918) - Tenente dei Carabinieri Reali, dottore in giurisprudenza (Fronte clandestino di resistenza dei carabinieri) - Medaglia d'oro al valor militare.[91]
131. Fornari Raffaele (Roma, 26 novembre 1904) - Venditore ambulante - Arrestato il 20 marzo 1944 per motivi razziali - Vittima della Shoah.
132. Fornaro Leone (Roma, 27 luglio 1921) - Venditore ambulante - Arrestato il 24 marzo 1944 per motivi razziali - Vittima della Shoah.
133. Forte Gaetano - Commerciante; carabiniere di leva - partigiano combattente (Fronte clandestino di resistenza dei carabinieri) - Medaglia d'oro al valor militare.[92]
134. Foschi Carlo - Commerciante.
135. Frasca Celestino - Muratore.
136. Frascà Paolo - Impiegato (CLN).
137. Frascati Angelo (Roma, 11 novembre 1887) - Commerciante - Arrestato per motivi razziali - Vittima della Shoah.
138. Frignani Giovanni (Ravenna, 8 aprile 1897) - Tenente colonnello dei Carabinieri Reali (Fronte clandestino di resistenza dei carabinieri) - Medaglia d'oro al valor militare.[93]
139. Funaro Alberto (Roma, 27 settembre 1919) - Commerciante - Arrestato il 23 marzo 1944 per motivi razziali - Vittima della Shoah.
140. Funaro Mosè (Roma, 15 marzo 1889) - Commerciante - Arrestato il 21 marzo 1944 per motivi razziali - Vittima della Shoah.
141. Funaro Pacifico (Roma, 13 maggio 1888) - Autista - Arrestato il 23 marzo 1944 per motivi razziali - Vittima della Shoah.
142. Funaro Settimio (Roma, 17 novembre 1916) - Venditore ambulante - Arrestato il 18 marzo 1944 per motivi razziali - Vittima della Shoah.
143. Galafati Angelo - Pontarolo Bandiera Rossa.[94]
144. Gallarello Antonio - Falegname ebanista (Partito d'Azione).
145. Gavioli Luigi - Impiegato (PCI).
146. Gelsomini Manlio (Roma, 7 novembre 1907) - Medico - Fronte Militare Clandestino - Medaglia d'oro al valor militare.[95]
147. Gesmundo Gioacchino (Terlizzi, Bari, 20 novembre 1908) - Professore di Filosofia - partigiano combattente; PCI) - Medaglia d'oro al valor militare.[96]
148. Giacchini Alberto - Assicuratore (Bandiera Rossa).
149. Giglio Maurizio Cervo (Parigi, 20 dicembre 1920) - Tenente di P.S. dei "Metropolitani" di Roma (OSS) - Medaglia d'oro al valor militare. Al Ten. Maurizio Giglio è intitolata la caserma delle Volanti della Polizia di Stato a Roma, in via G. Reni.[97]
150. Gigliozzi Romolo - Autista (PSIUP).
151. Giordano Calcedonio (Palermo, 11 luglio 1916) - corazziere (Fronte clandestino di resistenza dei carabinieri) - Medaglia d'oro al valor militare.[98]
152. Giorgi Giorgio (Sant'Agata Feltria, Pesaro, 6 marzo 1921) - Ragioniere - Partito d'Azione; partigiano.[99]
153. Giorgini Renzo - Industriale (PCI).
154. Giustiniani Antonio - Cameriere (PCI).
155. Gorgolini Giorgio - Ragioniere (Fronte Militare Clandestino).
156. Gori Gastone - Muratore (PSIUP).
157. Govoni Aladino - Figlio del poeta Corrado Govoni; Capitano dei granatieri; partigiano combattente (Bandiera Rossa) - Medaglia d'oro al valor militare.[100]
158. Grani Umberto - Maggiore della Regia Aeronautica in congedo (Partito d'Azione).
159. Grieco Ennio - Elettromeccanico (Bandiera Rossa).
160. Guidoni Unico - Studente (Bandiera Rossa).
161. Haipel Mario - Maresciallo del Regio Esercito (Fronte Militare Clandestino).
162. Iaforte Domenico - Calzolaio (PCI).
163. Ialuna Sebastiano - Mineo (CT) 20 Ottobre 1920 Soldato
164. Imperiali Costantino - Rappresentante di vini (Bandiera Rossa).
165. Intreccialagli Mario - Calzolaio (Partito d'Azione).
166. Kereszti Sandor - Ufficiale (Partito d'Azione).
167. Landesman Boris (Odessa, Ucraina, 2 febbraio 1901) - Commerciante - Arrestato per motivi razziali - Vittima della Shoah.
168. La Rosa Salvatore - Soldato.
169. La Vecchia Gaetano - Ebanista (Partito d'Azione).
170. Leonardi Ornello - Commesso (Bandiera Rossa).
171. Leonelli Cesare - Avvocato (Partito d'Azione).
172. Liberi Epidemio (Popoli, Pescara, 16 luglio 1920) - Industriale - Partito d'Azione.[101]
173. Lidonnici Amedeo - Industriale (Fronte Militare Clandestino).
174. Limentani Davide (Roma, 27 maggio 1890) - Commerciante - Arrestato il 16 marzo 1944 per motivi razziali - Vittima della Shoah.
175. Limentani Giovanni (Roma, 30 dicembre 1885) - Commerciante - Arrestato il 9 marzo 1944 per motivi razziali - Vittima della Shoah.
176. Limentani Settimio (Roma, 27 maggio 1907) - Commerciante - Arrestato il 9 marzo 1944 per motivi razziali - Vittima della Shoah.
177. Lombardi Ezio (Sorano, Grosseto, 19 settembre 1903 - Impiegato - Partigiano.[102]
178. Lo Presti Giuseppe (Roma, 31 maggio 1919) - Dottore in legge; partigiano combattente (PSIUP) - Medaglia d'oro al valor militare.[103]
179. Lordi Roberto - Generale della Regia Aeronautica (Fronte Militare Clandestino) - Medaglia d'oro al valor militare.[104]
180. Lotti Giuseppe - Stuccatore (Partito d'Azione).
181. Lucarelli Armando - Tipografo.
182. Luchetti Carlo - Stagnaro (Bandiera Rossa).
183. Luna Gavino - Impiegato delle Regie Poste (CLN). È stato un grande interprete del cantu a chiterra, con il nome d'arte di Gavino De Lunas incise diversi dischi.
184. Lungaro Pietro Ermelindo - Vice Brigadiere di Pubblica Sicurezza (Partito d'Azione).
185. Lunghi Ambrogio - Asfaltista (Bandiera Rossa).
186. Lusena Umberto - Maggiore del Regio Esercito (Fronte Militare Clandestino) - Medaglia d'oro al valor militare.[105]
187. Luzzi Everardo - Metallurgico.
188. Magri Mario - Maggiore d'artiglieria (Fronte Militare Clandestino)- Medaglia d'argento al valor militare.
189. Manca Candido (Dolianova, Cagliari, 31 gennaio 1907- brigadiere dei Carabinieri Reali - Fronte clandestino di resistenza dei carabinieri - Medaglia d'oro al valor militare.[106]
190. Mancini Enrico[107][108] - Commerciante.[109]
191. Marchesi Alberto (Roma, 22 settembre 1900) - Commerciante, ex ardito bersagliere; partigiano combattente (PCI) - Medaglia d'oro al valor militare.[110]
192. Marchetti Duilio - Autista.
193. Margioni Antonio - Falegname (Bandiera Rossa).
194. Marimpietri Vittorio (Avezzano, L'Aquila, 30 settembre 1917) - Impiegato - Partito d'Azione.[111]
195. Marino Angelo - Piazzista.
196. Martella Angelo (Capranica Prenestina, Roma, 10 ottobre 1908) - Estratto dal carcere di Regina Coeli in cui era rinchiuso da pochi giorni perché sospettato di collaborare con la resistenza.
197. Martelli Castaldi Sabato (Cava de' Tirreni, Salerno, 19 agosto 1896) - Generale della Regia Aeronautica (Fronte Militare Clandestino) - Medaglia d'oro al valor militare.[112]
198. Martini Placido (Montecompatri, Roma, 7 maggio 1879) - Avvocato; partigiano combattente - Medaglia d'oro al valor militare.[113]
199. Mastrangeli Fulvio - Impiegato.
200. Mastrogiacomo Luigi - Custode del ministero delle Finanze.
201. Medas Giuseppe - Avvocato (Partito d'Azione).
202. Menasci Umberto - Commerciante.
203. Micheli Ernesto - Imbianchino (Bandiera Rossa).
204. Micozzi Emidio - Commerciante (Bandiera Rossa).
205. Mieli Cesare (Roma, 21 novembre 1890) - Venditore ambulante - Arrestato il 22 marzo 1944 per motivi razziali - Vittima della Shoah.
206. Mieli Mario (Roma, 7 giugno 1915) - Venditore ambulante - Arrestato il 22 marzo 1944 per motivi razziali - Vittima della Shoah.
207. Mieli Renato (Roma, 18 settembre 1913) - Commerciante - Arrestato il 22 marzo 1944 per motivi razziali - Vittima della Shoah.
208. Milano Raffaele - Viaggiatore.
209. Milano Tullio - Impiegato.
210. Milano Ugo - Impiegato.
211. Mocci Sisinnio (PCI).
212. Montezemolo, Giuseppe Cordero Lanza di (Roma, 26 maggio 1901) - Colonnello del Regio Esercito (comandante del Fronte Militare Clandestino) - Medaglia d'oro al valor militare.[114]
213. Moretti Augusto.
214. Moretti Pio - Contadino.
215. Morgano Santo - Elettromeccanico.
216. Mosca Alfredo - Elettrotecnico (PSIUP).
217. Moscati Emanuele (Roma, 17 dicembre 1914) - Venditore ambulante - Arrestato il 18 marzo 1944 per motivi razziali - Vittima della Shoah - Fratello di Marco Moscati.
218. Moscati Marco - (Roma, 1º luglio 1916) - Venditore ambulante - Partigiano; Partito Comunista Italiano - Arrestato il 18 febbraio 1944 per motivi razziali - Vittima della Shoah - Fratello di Emanuele Moscati.
219. Moscati Pace (Roma, 21 maggio 1899) - Venditore ambulante - Arrestato il 20 marzo 1944 per motivi razziali - Vittima della Shoah - Fratello di Vito Moscati.
220. Moscati Vito (Roma, 26 luglio 1900) - Elettricista - Arrestato il 25 febbraio 1944 per motivi razziali - Vittima della Shoah - Fratello di Pace Moscati.
221. Mosciatti Carlo (Matelica, Macerata, 26 novembre 1924) - Impiegato - Arrestato con il sospetto di aver deposto del materiale esplosivo sul tram dove viaggiava.
222. Napoleone Agostino (Cagliari, 14 settembre 1918) - Sottotenente di vascello della Regia Marina - Fronte Militare Clandestino - Medaglia d'argento al valor militare.[115]
223. Natili Celestino (Roma, 18 luglio 1920) - Commerciante - PSIUP - Si consegna il 21 marzo 1944 alla polizia nella speranza vana di salvare il padre, Mariano, già detenuto al suo posto.
224. Natili Mariano (Amatrice, Rieti, 18 maggio 1887) - Commerciante - Arrestato il 12 febbraio 1944 per costringere il figlio Celestino a costituirsi.
225. Navarra Giuseppe - Contadino.
226. Ninci Sestilio - Tramviere (PSIUP).
227. Nobili Edoardo - Meccanico (Fronte Militare Clandestino).
228. Norma Fernando - Ebanista (Partito d'Azione).
229. Orlandi Posti Orlando - Studente; partigiano combattente (Partito d'Azione) - Medaglia d'argento al valor militare.[116]
230. Ottaviano Armando - Dottore in lettere (Bandiera Rossa).
231. Paliani Attilio - Commerciante.
232. Pappagallo Pietro (Terlizzi, Bari - 28 giugno 1888) - Sacerdote - Fronte militare clandestino - Giusto tra le nazioni - Medaglia d'oro al merito civile.[117]
233. Partito Michele - civile.
234. Pasqualucci Alfredo - Calzolaio (Bandiera Rossa).
235. Passarella Mario - Falegname (Bandiera Rossa).
236. Pelliccia Ulderico - Carpentiere.
237. Pensuti Renzo - Studente.
238. Pepicelli Francesco (Sant'Angelo a Cupolo, Benevento, 1906) - Maresciallo dei Carabinieri Reali (Fronte clandestino di resistenza dei carabinieri) - Medaglia d'oro al valor militare.[118]
239. Perpetua Remo - Rigattiere.
240. Perugia Angelo (Roma, 20 agosto 1906) - Venditore ambulante - Partito d'Azione - Svolge attività di propaganda, distribuendo giornali e volantini - Arrestato il 4 marzo 1944 per motivi razziali - Vittima della Shoah
241. Petocchi Amedeo.
242. Petrucci Paolo - Professore di lettere - Partigiano.[119]
243. Pettorini Ambrogio - Agricoltore (partigiano).
244. Piasco Renzo (Roma, 13 giugno 1925) - Ferroviere; Aiuto macchinista F.S. - Bandiera Rossa - Attivo nel Quartiere Monte Sacro - Arrestato il 3 febbraio 1944.
245. Piattelli Cesare (Roma, 7 aprile 1900) - Venditore ambulante - Arrestato il 24 marzo 1944 per motivi razziali - Vittima della Shoah
246. Piattelli Franco (Roma, 22 marzo 1924) - Commesso - Arrestato il 23 marzo 1944 assieme al padre Giacomo per motivi razziali - Vittima della Shoah
247. Piattelli Giacomo (Roma, 18 settembre 1897) - Piazzista - Arrestato il 23 marzo 1944 assieme al figlio Franco per motivi razziali - Vittima della Shoah
248. Pierantoni Luigi - (Verbania, 2 dicembre 1905) - Medico, Tenente del Corpo Militare della Croce Rossa Italiana - Partito d'Azione; Partigiano.[120]
249. Pierleoni Romolo - Fabbro (Bandiera Rossa).
250. Pignotti Angelo - Negoziante.
251. Pignotti Umberto - Impiegato.
252. Piperno Claudio (Roma, 4 luglio 1923) - Commerciante - Arrestato il 20 marzo 1944 per motivi razziali - Vittima della Shoah
253. Piras Ignazio - Contadino (partigiano).
254. Pirozzi Vincenzo - Ragioniere.
255. Pisino Antonio (Maglie, Lecce, 26 maggio 1917) - Ufficiale di marina - Medaglia d'argento al valor militare.[121]
256. Pistonesi Antonio - Cameriere (PCI).
257. Pitrelli Rosario (Caltagirone, Catania, 17 novembre 1917) - Meccanico (PCI).
258. Polli Domenico - Costruttore edile (CLN).
259. Portieri Alessandro - Meccanico (PCI).
260. Portinari Erminio - Geometra (Fronte Militare Clandestino).
261. Primavera Pietro - Impiegato (Bandiera Rossa).
262. Prosperi Antonio (Poggio Cinolfo, L'Aquila, 18 agosto 1909 - Impiegato - Partigiano.[122]
263. Pula Italo - Fabbro.
264. Pula Spartaco - Verniciatore.
265. Raffaeli Beniamino - Ebanista (PCI).
266. Rampulla Giovanni - Tenente colonnello (Fronte Militare Clandestino).
267. Reicher Marian - ebreo polacco
268. Rendina Roberto - Tenente colonnello d'artiglieria.
269. Renzi Egidio - Operaio (Partito d'Azione).
270. Renzini Augusto (Nocera Umbra, Perugia, 22 aprile 1898) - carabiniere (Fronte clandestino di resistenza dei carabinieri) - Medaglia d'oro al valor militare.[118]
271. Ricci Domenico (Paliano, Frosinone, 9 gennaio 1913) - Impiegato - Partigiano.[123]
272. Rindone Nunzio - Pastore (partigiano).
273. Rizzo Ottorino - Maggiore del Regio Esercito.
274. Roazzi Antonio - Autista (Bandiera Rossa).
275. Rocchi Filippo - Commerciante (CLN).
276. Rodella Bruno - (Guidizzolo, Mantova, 17 ottobre 1917) - Studente universitario - Partigiano di Giustizia e Libertà nella banda "Piave", il cui nome deriva dalla disciolta Divisione cui apparteneva la sua compagnia di bersaglieri. L'1/1/1944 fu arrestato e poi torturato fino all'eccidio finale.
277. Rodriguez Pereira Romeo (Napoli, 29 novembre 1918) - Tenente dei Carabinieri Reali (Fronte clandestino di resistenza dei carabinieri) - Medaglia d'oro al valor militare.[124]
278. Romagnoli Goffredo - Ferroviere (PSIUP).
279. Roncacci Giulio - Commerciante (Bandiera Rossa).
280. Ronconi Ettore - Contadino (PCI).
281. Saccotelli Vincenzo - Falegname (Partito d'Azione).
282. Salemme Felice (Napoli, 12 aprile 1921) - Studente universitario - Partito d'Azione - Arrestato il 12 gennaio 1944.
283. Salvatori Giovanni - Impiegato - PSIUP.
284. Sansolini Adolfo - Commerciante (PSIUP).
285. Sansolini Alfredo - Commerciante (PSIUP).
286. Savelli Francesco - Ingegnere (Asciano) (Partito d'Azione).
287. Scarioli Ivano - Bracciante.
288. Scattoni Umberto (Roma, 20 agosto 1901) - Pittore - Bandiera Rossa.[125]
289. Sciunnach Dattilo Giovanni (Roma, 28 luglio 1880) - Venditore ambulante - Arrestato l'8 marzo 1944 per motivi razziali - Vittima della Shoah.
290. Semini Fiorenzo - Sottotenente di vascello della Regia Marina (Fronte Militare Clandestino) - Medaglia d'argento al valor militare.
291. Senesi Giovanni (Roma, 20 ottobre 1924) - Esattore istituto di assicurazioni - Bandiera Rossa.[126]
292. Sepe Gaetano - Sarto.
293. Sergi Gerardo (Portoscuso, Cagliari, 1917) - Brigadiere dei Carabinieri Reali - Fronte clandestino di resistenza dei carabinieri - Medaglia d'oro al valor militare.[127]
294. Sermoneta Benedetto (Roma, 11 marzo 1905) - Venditore ambulante - Arrestato il 24 marzo 1944 per motivi razziali - Vittima della Shoah.
295. Silvestri Sebastiano - Agricoltore.
296. Simoni Simone (Patrica, Frosinone, 24 dicembre 1880) - Generale (Fronte Militare Clandestino) - Medaglia d'oro al valor militare.[128]
297. Sonnino Angelo (Roma, 7 luglio 1914) - Commerciante - Arrestato il 21 marzo 1944 per motivi razziali - Vittima della Shoah.
298. Sonnino Gabriele (Roma, 17 giugno 1909) - Impiegato - Arrestato il 24 marzo 1944 per motivi razziali - Vittima della Shoah.
299. Sonnino Mosè (Roma, 22 giugno 1903) - Commerciante - Arrestato il 24 marzo 1944 per motivi razziali - Vittima della Shoah.
300. Sonnino Pacifico (Roma, 12 settembre 1891) - Commerciante - Arrestato il 4 marzo 1944 per motivi razziali - Vittima della Shoah.
301. Spunticchia Antonino - Meccanico (Bandiera Rossa).
302. Stame Nicola Ugo (Foggia, 8 gennaio 1908) - Artista lirico; tenore - Partigiano combattente (Bandiera Rossa) - Medaglia d'argento al valor militare.[129]
303. Talamo Manfredi (Castellammare di Stabia, 2 gennaio 1895) - Tenente colonnello dei Carabinieri Reali (Fronte clandestino di resistenza dei carabinieri) - Medaglia d'oro al valor militare.[130]
304. Tapparelli Mario - Vicenza 23 gennaio 1891 - Commerciante (Banda Sindacale del Lavoro).
305. Tedesco Cesare (Roma, 13 febbraio 1913) - Commesso - Arrestato il 3 marzo 1944 per motivi razziali - Vittima della Shoah.
306. Terracina Sergio (Roma, 21 agosto 1925) - Commesso - Arrestato il 22 marzo 1944 per motivi razziali - Vittima della Shoah.
307. Testa Settimio - Contadino.
308. Trentini Giulio - Arrotino (Bandiera Rossa).
309. Troiani Eusebio - Mediatore (Bandiera Rossa).
310. Troiani Pietro - Venditore ambulante.
311. Tuchman Heinz Eric, nato il 18/01/1911 (sacello n. 276), salma individuata nel 2020
312. Ugolini Nino - Elettromeccanico (Fronte Militare Clandestino).
313. Unghetti Antonio - Manovale.
314. Valesani Otello - Calzolaio (Bandiera Rossa).
315. Vercillo Giovanni - Impiegato (Fronte Militare Clandestino).
316. Villoresi Renato (Roma, 1917) - Capitano del Regio Esercito (Fronte Militare Clandestino) - Medaglia d'oro al valor militare.[131]
317. Viotti Pietro - Commerciante (Bandiera Rossa).
318. Vivanti Angelo (Roma, 27 marzo 1884) - Commerciante - Arrestato il 25 febbraio 1944 per motivi razziali - Vittima della Shoah.
319. Vivanti Giacomo (Roma, 11 novembre 1911) - Commerciante - Arrestato il 25 febbraio 1944 per motivi razziali - Vittima della Shoah.
320. Vivenzio Gennaro.
321. Volponi Guido - Impiegato.
322. Wald Pesach Paul (Berlino, Germania, 1921) - Rifugiato - Arrestato per motivi razziali - Vittima della Shoah
323. Wald Schra (Berlino, Germania) - Rifugiato - Arrestato per motivi razziali - Vittima della Shoah
324. Zaccagnini Carlo (Roma, 1º luglio 1913) - Avvocato - Fronte Militare Clandestino - Medaglia d'oro al valor militare.[132]
325. Zambelli Ilario - Telegrafista - Fronte Militare Clandestino - Medaglia d'oro al valor militare.[133]
326. Zarfati Alessandro (Roma, 8 settembre 1915) - Commerciante - Arrestato il 17 marzo 1944 per motivi razziali - Vittima della Shoah.
327. Zicconi Raffaele (Sommatino, Caltanissetta, 13 agosto 1911) - Impiegato - Partito d'Azione - Consegnava materiale di propaganda, nascondeva armi e aiutava ebrei - Arrestato il 7 febbraio 1944, mentre preparava un atto di sabotaggio.
328. Zironi Augusto (20 giugno 1920) - Sottotenente di vascello della Regia Marina - Fronte Militare Clandestino - Arrestato il 19 marzo 1944 - Medaglia d'argento al valor militare.

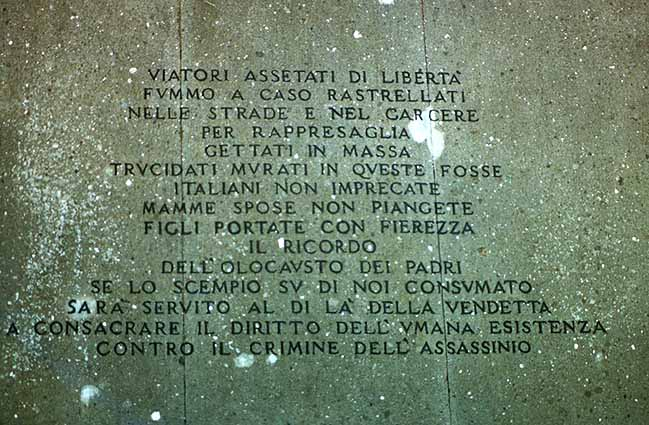
Iscrizione commemorativa

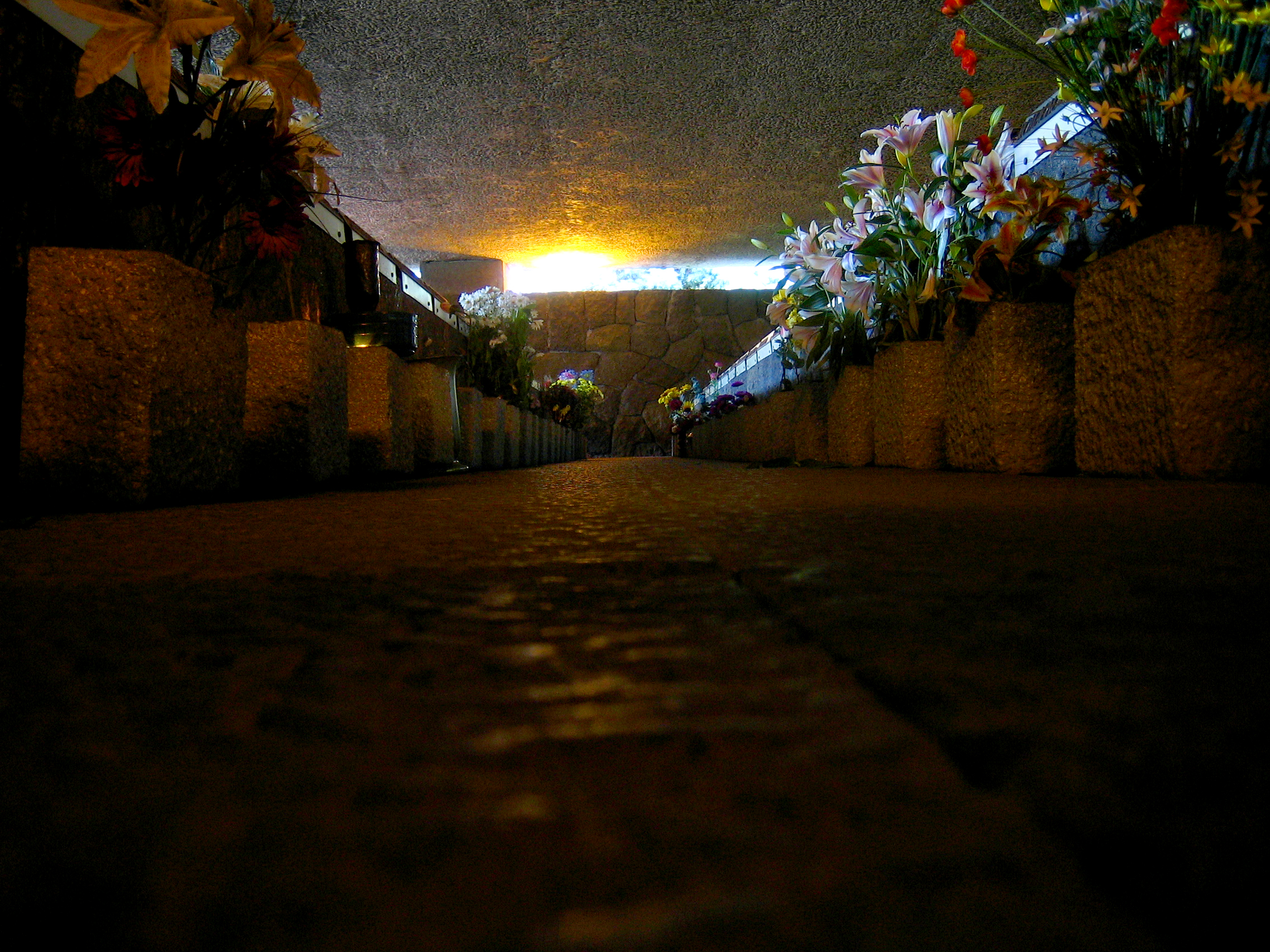
L'interno del sacrario

Le indagini del RIS hanno identificato tre salme di caduti fino ad allora senza nome: nel 2011 di Salvatore La Rosa e di Marco Moscati, nel 2012 di Michele Partito nato a Casteltermini, in provincia di Agrigento, l'8 dicembre del 1914.
Il 24 aprile 2020 è stato identificato Marian Reicher.
Il 20 luglio 2020 viene annunciato che i RIS dei Carabinieri hanno identificato i resti di Heinz Erich Tuchman (dall'elenco delle persone di origine ebraica).
Sono di padre e figlio le salme:
- n. 34 (Bucci Bruno) e 35 (Bucci Umberto);
- n. 105 (Di Veroli Attilio) e 106 (Di Veroli Michele);
- n. 297 (Sonnino Angelo) e 300 (Sonnino Pacifico);
- la salma n. 90 è di Di Consiglio Mosè, di cui furono uccisi anche due figli, Salomone (n. 91) e Cesare (n. 87), tre nipoti, Marco (n. 89), Santoro (n. 92) e Franco (n. 88), oltre ad un genero, Di Castro Angelo (n. 86).[141]

È di un mutilato dell'intero arto inferiore sinistro la salma n. 153 (Giorgini Renzo)
Molti sono poi gli uccisi tra loro fratelli: Carola Federico e Mario, Cibei Gino e Duilio, Cinelli Francesco e Giuseppe, Limentani Davide e Giovanni, Mieli Cesare e Renato, Milano Tullio e Ugo, Moretti Augusto e Pio, Pignotti Angelo e Umberto, Pula Italo e Spartaco, Sansolini Adolfo e Alfredo.
I martiri più giovani sono i quindicenni Michele Di Veroli (3 febbraio 1929) e Duilio Cibei (8 gennaio 1929) e i diciassettenni Franco Di Consiglio (21 marzo 1927) e Ilario Canacci (12 febbraio 1927). Il più anziano è Mosè Di Consiglio (74 anni).
Le salme identificate sono 328, le vittime 335. Di cinque delle sette persone ancora non identificate (sacelli n. 3, 52, 98, 122, 264, 284, 329), si conoscono i nomi:
- Calò Cesare, dall'elenco delle persone di origine ebraica;
- De Micco Cosimo, dall'elenco della Questura delle persone fermate per motivi politici;
- Lodolo Danilo, del quale i familiari avrebbero riconosciuto una scarpa;[143]
- Monti Remo, dall'elenco dell'Aussenkommando delle persone sotto inchiesta di polizia;
- Soike Bernard, dall'elenco delle persone di origine ebraica.

## Processi ai responsabili dell'eccidio
Albert Kesselring, catturato a fine guerra, fu processato e condannato a morte il 6 maggio 1947 da un tribunale militare britannico per crimini di guerra e per l'eccidio delle Fosse Ardeatine, ma la sentenza fu poi commutata nel carcere a vita. Nel 1952 fu scarcerato per motivi di salute e fece ritorno in Germania. Morì nel 1960 per un attacco cardiaco.
Nel 1948 Herbert Kappler venne processato da un tribunale militare italiano. I giudici militari giunsero alla conclusione che l'eccidio delle Fosse Ardeatine, per la sua entità del tutto sproporzionata e per le modalità con cui era stato perpetrato, non si poteva in alcun modo considerare una rappresaglia legittima in base al diritto internazionale bellico all'epoca in vigore, e che pertanto l'ordine di uccidere 320 ostaggi, che Kappler (secondo la ricostruzione dei fatti accertata dalla Corte) aveva ricevuto dai suoi superiori, era un ordine oggettivamente illegittimo. Tuttavia i giudici (presa in considerazione la rigida disciplina vigente fra le SS) ritennero non provata la circostanza che Kappler avesse avuto la coscienza e la volontà di eseguire un ordine illegittimo e pertanto lo prosciolsero dall'accusa, limitatamente a tali 320 vittime. Lo ritennero invece colpevole dell'omicidio delle restanti 15 persone che, secondo i giudici, morirono per effetto di ordini di Kappler. Pertanto Kappler fu condannato all'ergastolo e rinchiuso in carcere, con sentenza confermata in appello e passata in giudicato. Colpito da un tumore inguaribile, nel 1976, a seguito di notevoli pressioni da parte del governo tedesco, fu ricoverato nell'ospedale militare del Celio dal quale, con l'aiuto della moglie, riuscì ad evadere il 15 agosto 1977; si rifugiò in Germania, ove fu pubblicamente acclamato dai neonazisti e dove morì nel 1978.
Uno dei principali collaboratori di Kappler, l'ex-capitano delle SS Erich Priebke, dopo una lunga latitanza in Argentina, nel 1995 venne arrestato ed estradato in Italia, ove, processato, venne condannato all'ergastolo per la strage delle Fosse Ardeatine. Morì a Roma l'11 ottobre 2013.

## Commemorazioni

### Mausoleo delle Fosse Ardeatine

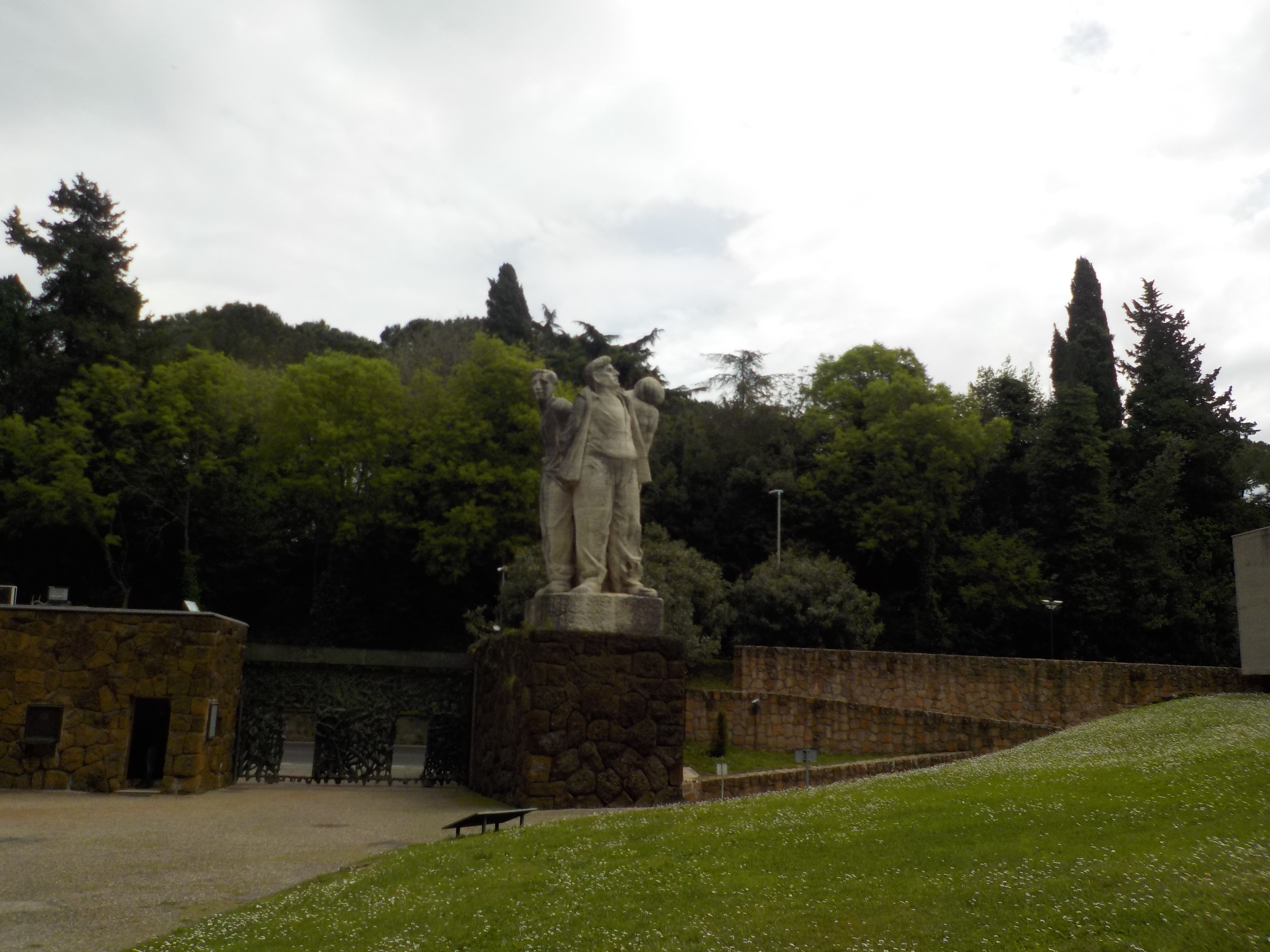
Il gruppo scultoreo dedicato ai caduti, all'interno del Mausoleo delle Fosse Ardeatine

Subito dopo la fine della guerra il comune di Roma bandì un concorso per la sistemazione delle cave ardeatine e la costruzione di un monumento in ricordo delle vittime dell'eccidio nel luogo stesso in cui avvenne: le cave di pozzolana della via Ardeatina; fu il primo concorso d'architettura nell'Italia liberata.
Dalle due fasi del concorso uscirono vincitori ex aequo due gruppi: quello formato dagli architetti Nello Aprile, Cino Calcaprina, Aldo Cardelli, Mario Fiorentino e dallo scultore Francesco Coccia e quello formato dagli architetti Giuseppe Perugini e Mirko Basaldella. Ai due gruppi fu assegnato l'incarico di un progetto comune per la costruzione di un sacrario, la sistemazione del piazzale e il consolidamento delle gallerie fatte esplodere dai tedeschi dopo l'eccidio. Il mausoleo ai martiri delle Fosse Ardeatine fu inaugurato il 24 marzo 1949.

### Altri monumenti e targhe commemorative

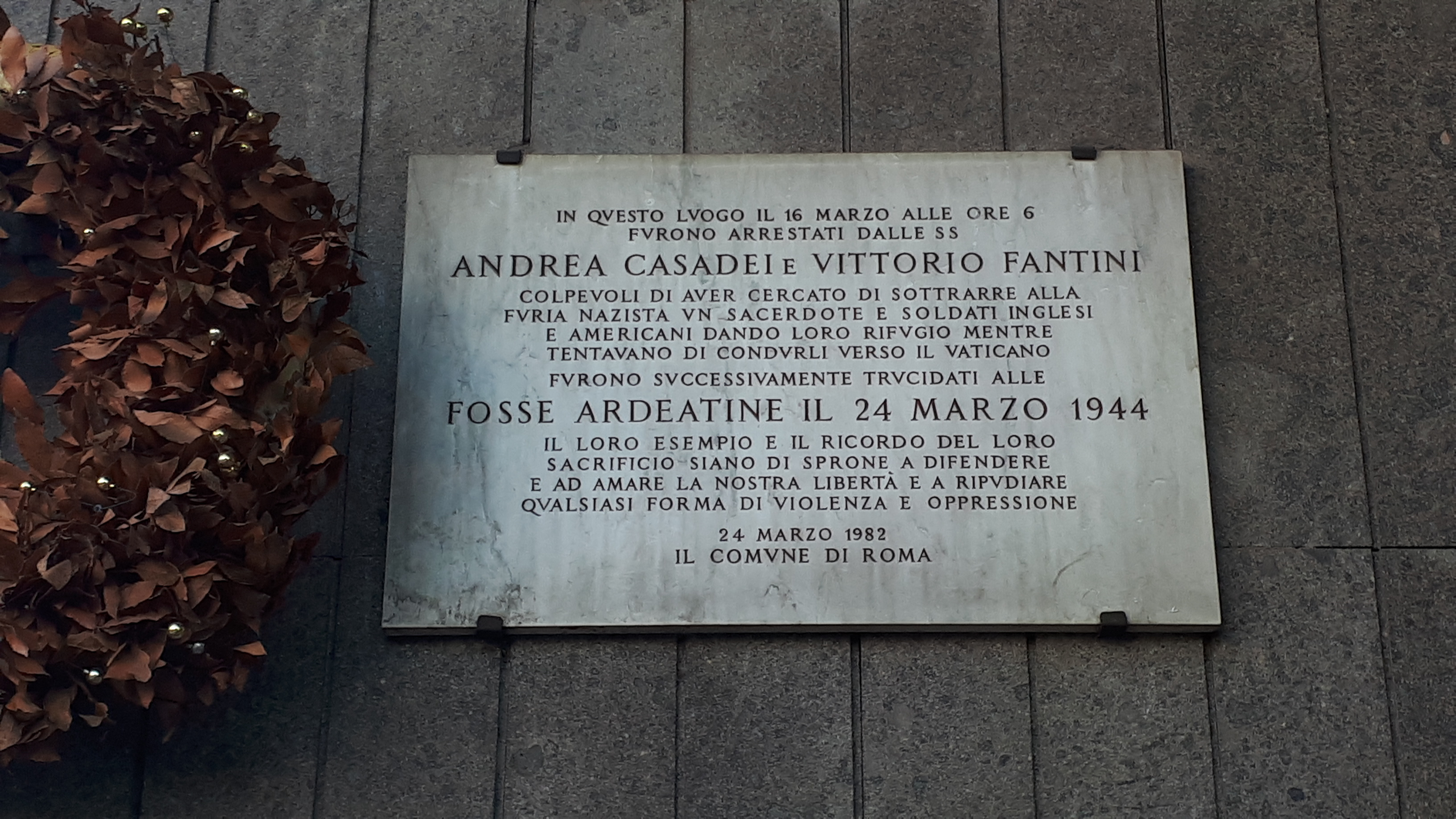
Targa a Casadei e Fantini in Via Baldo degli Ubaldi (Roma)

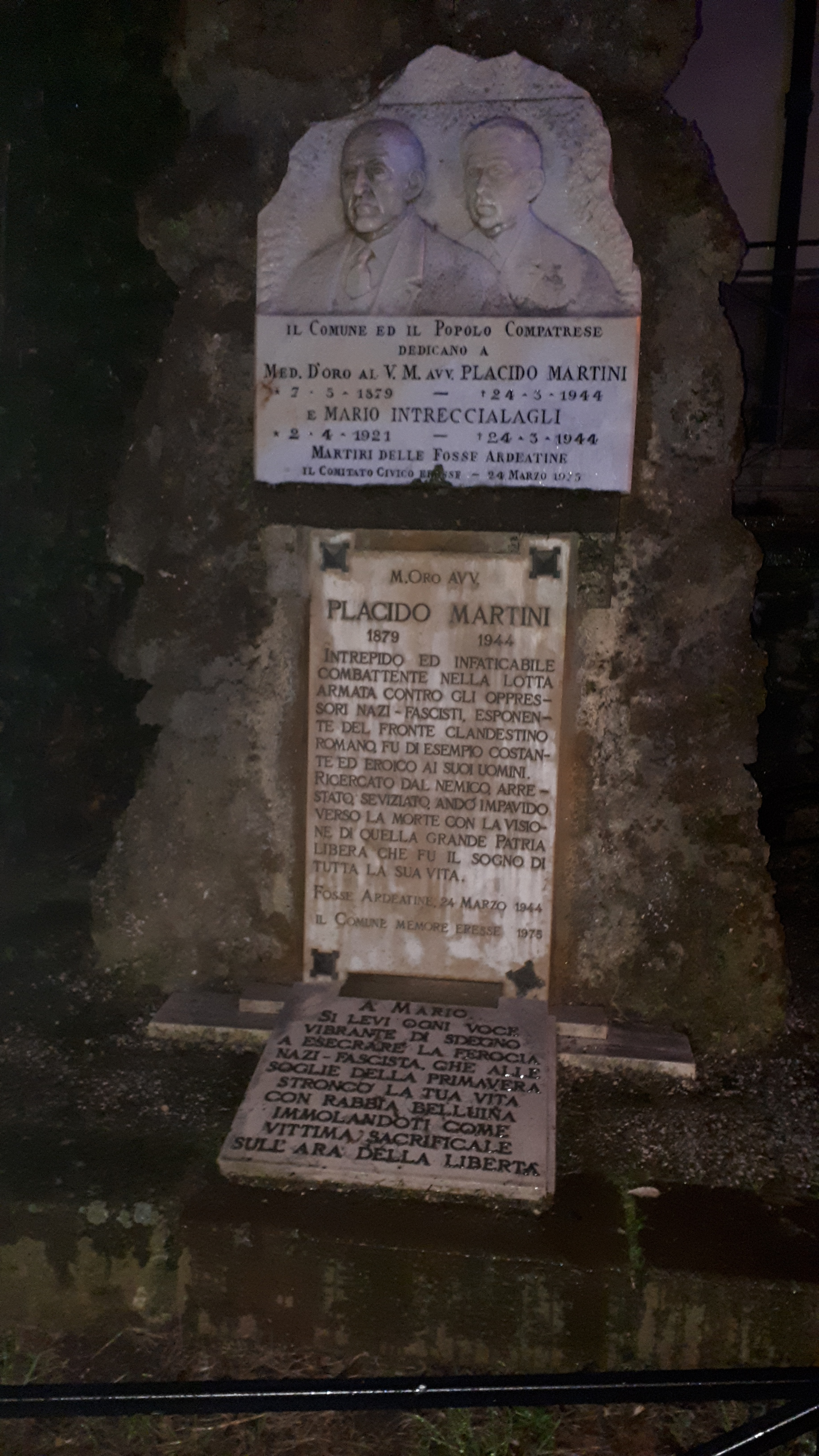
Monumento a Placido Martini e Mario Intreccialagli (Monte Compatri)

Il 27 agosto 1944 il Comune di Poli (RM) ha commemorato, con grande partecipazione di popolo, le proprie vittime Fulvio Mastrangeli, Angelo Pignotti, Umberto Pignotti ed Antonio Prosperi, realizzando una lapide in Via dei Quattro Martiri, presso la quale, ogni anno, l'Amministrazione Comunale ricorda le vittime dell'Eccidio.
Il 24 marzo 1975 a Monte Compatri il Comune e il popolo compatrese hanno posto una stele in ricordo dell'avvocato Placido Martini (medaglia d'oro al valore militare) e di Mario Intreccialagli (2-4-1921 – 24-3-1944).
Il 24 marzo 1982 il Comune di Roma ha posto in via Baldo degli Ubaldi, a Valle Aurelia, una targa che commemora Andrea Casadei e Vittorio Fantini nel luogo dove il 16 marzo 1944 alle ore 6 furono arrestati dalle SS, colpevoli di aver cercato di sottrarre alla cattura un sacerdote e dei soldati inglesi e americani, dando loro rifugio mentre tentavano di condurli verso il Vaticano.

### L'ANFIM
L'Associazione nazionale famiglie italiane martiri caduti per la libertà della patria (ANFIM) si formò nel 1944 con lo scopo di dare un nome e una degna sepoltura ai fucilati nell'eccidio. In seguito ha mantenuto il ricordo dei martiri delle Fosse Ardeatine, di Forte Bravetta, di La Storta. L'associazione promuove visite guidate al mausoleo ardeatino e produce materiale storico e documentario.
Nel 1974 Giovanni Gigliozzi è stato eletto presidente dell'ANFIM. È rimasto in quel ruolo fino alla sua morte nel 2007. Successivamente è stata eletta presidente Rosetta Stame.

### Pietre d'inciampo
L'artista tedesco Gunter Demnig ha collocato una serie di pietre d'inciampo per le vittime del massacro.

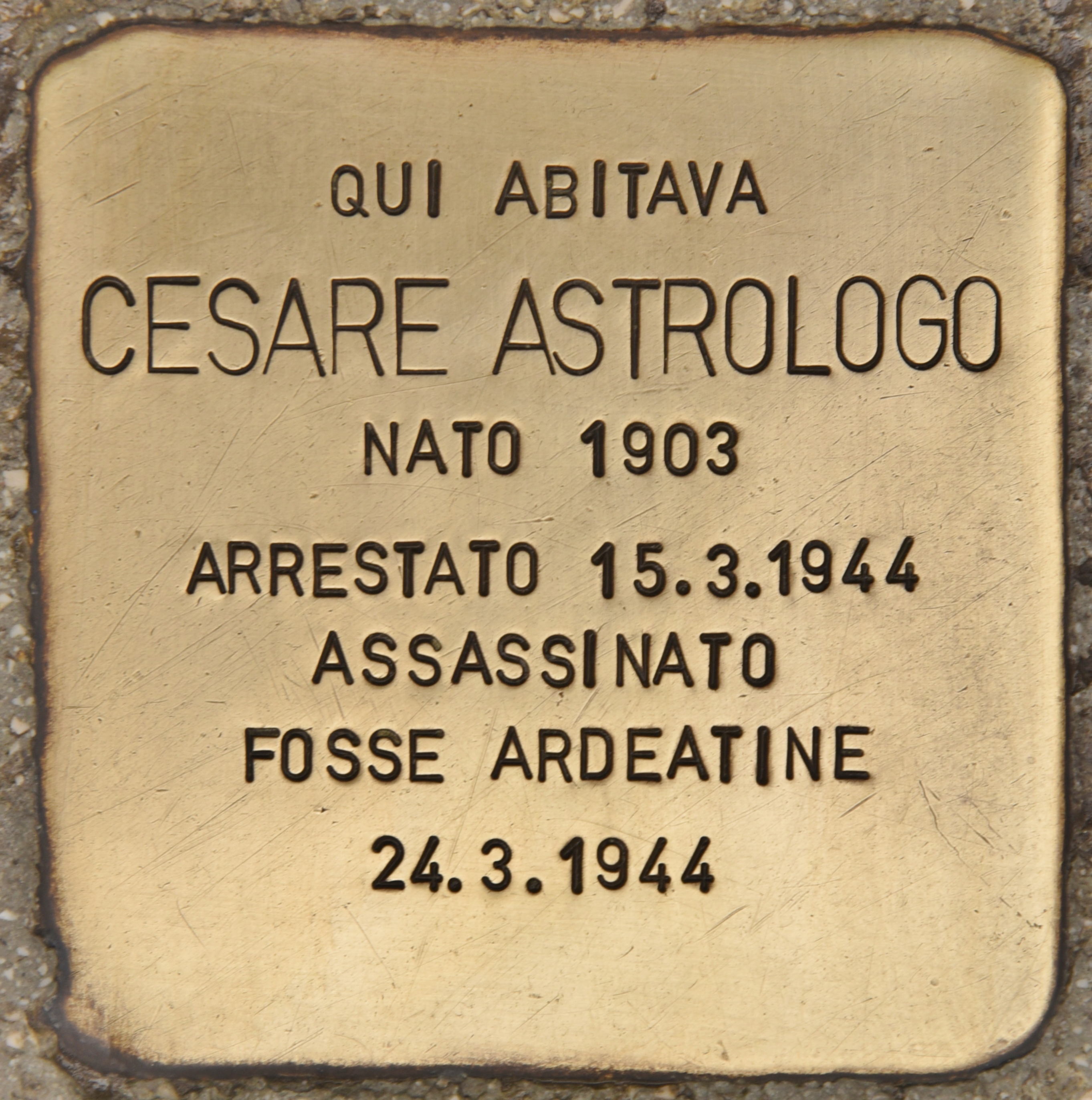
Cesare Astrologo
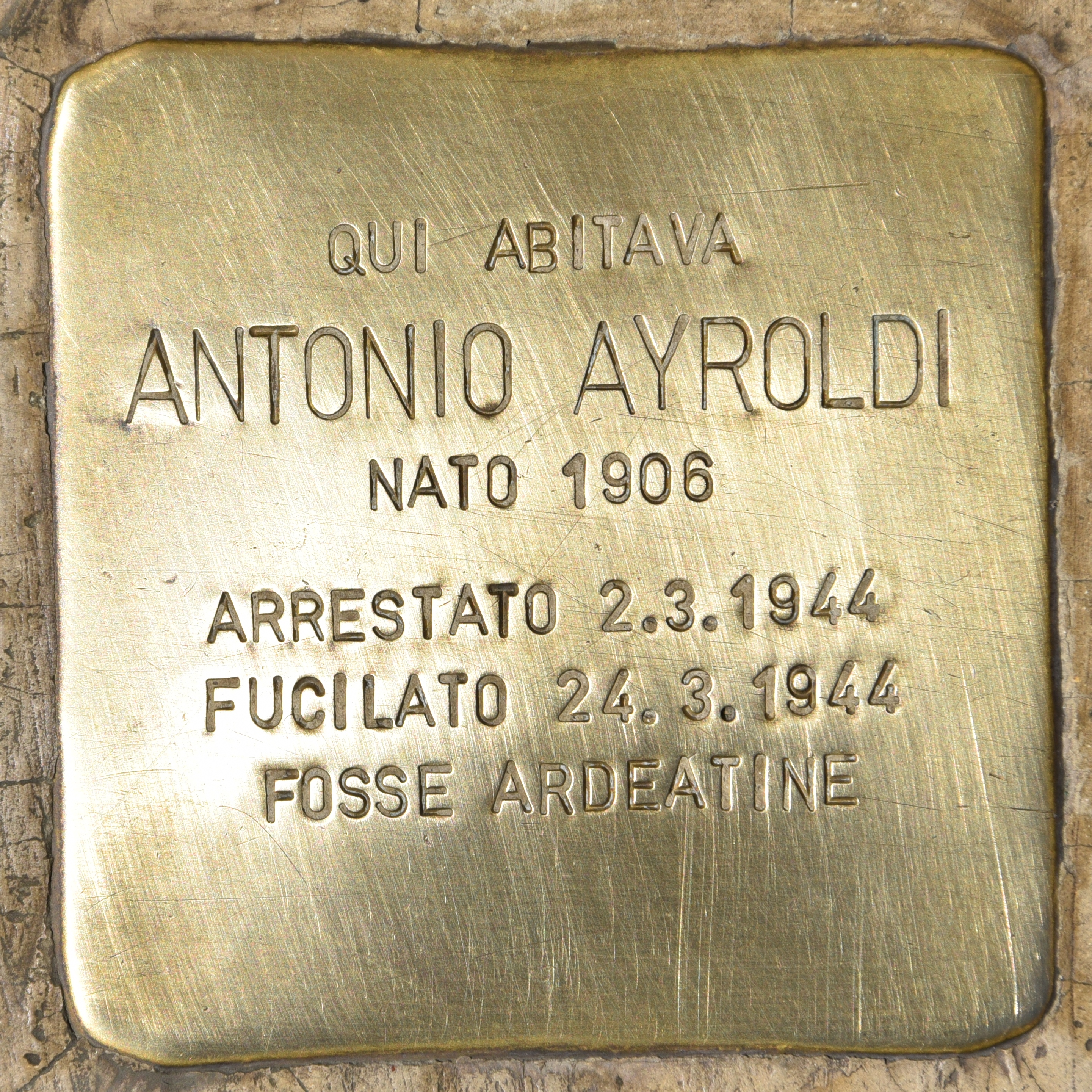
Antonio Ayroldi
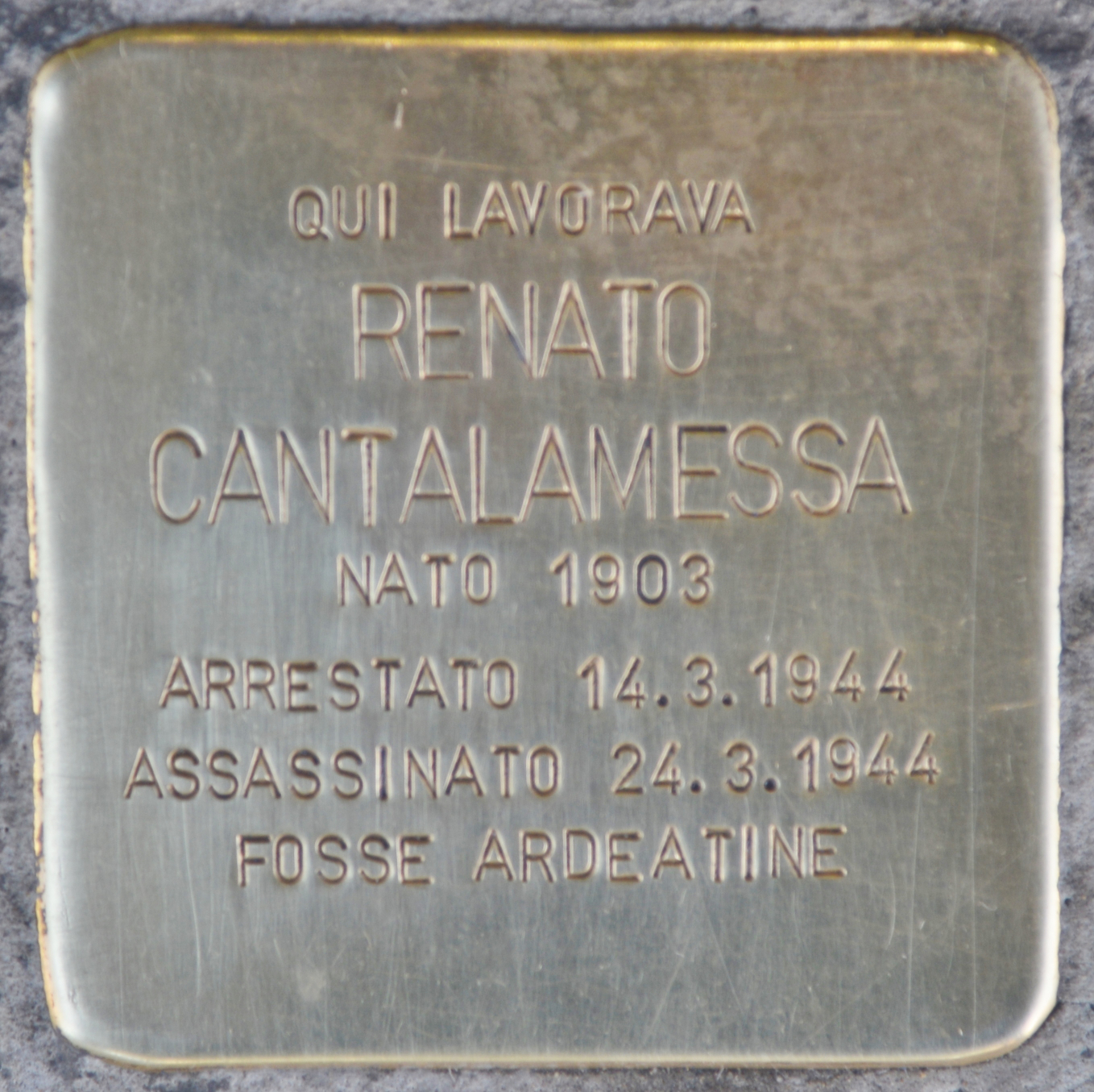
Renato Cantalamessa
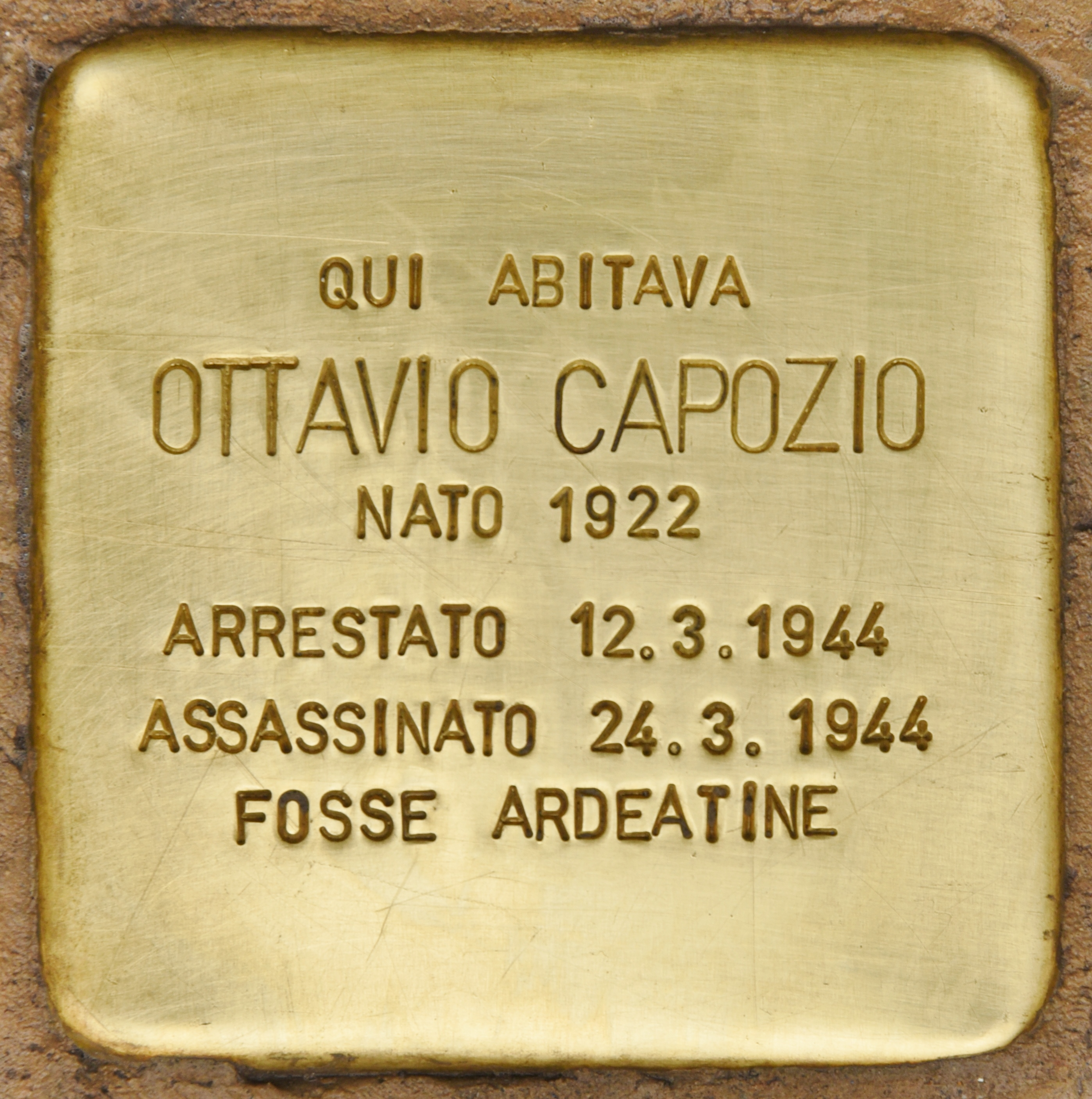
Ottavio Capozio
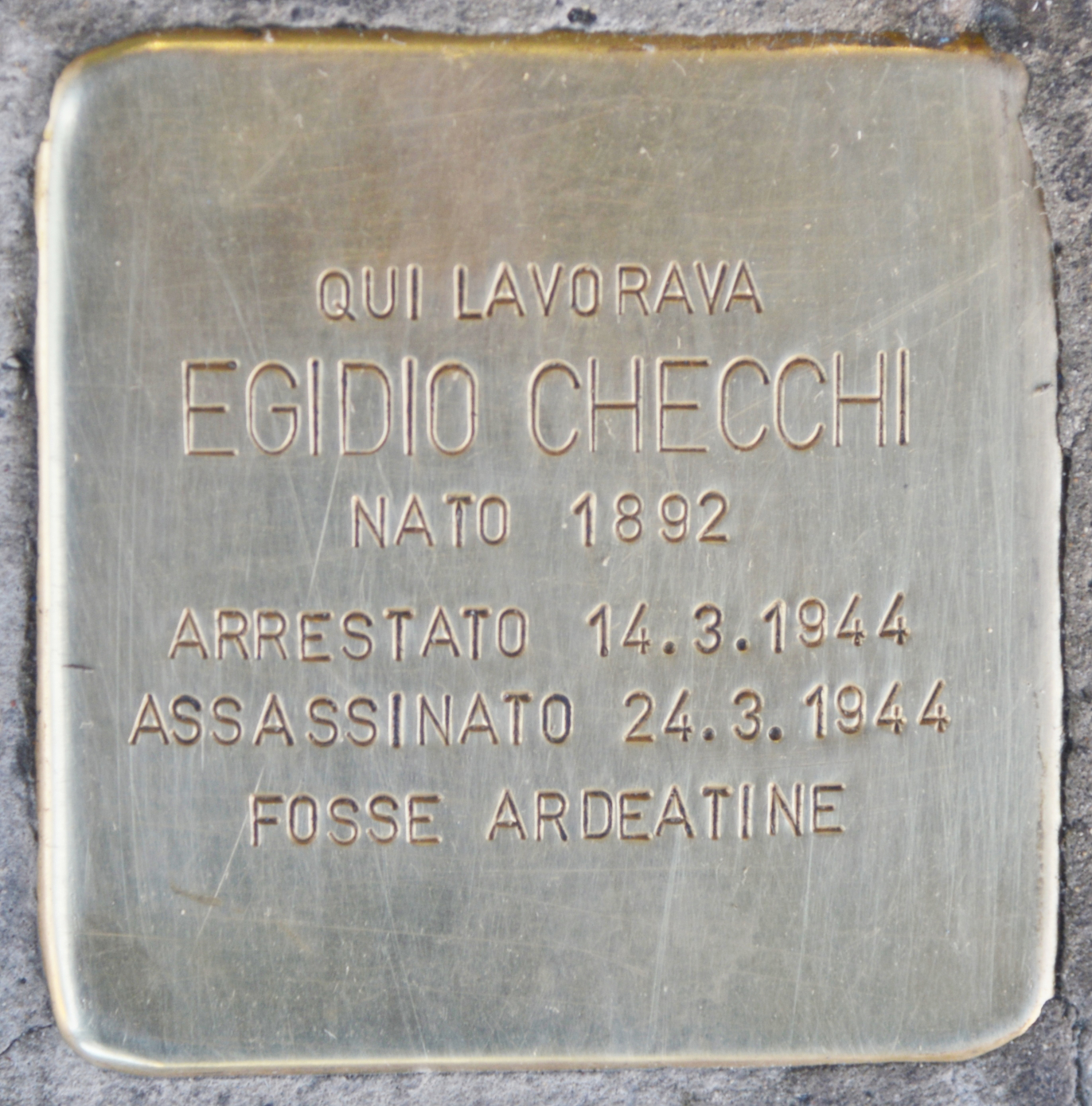
Egidio Checchi
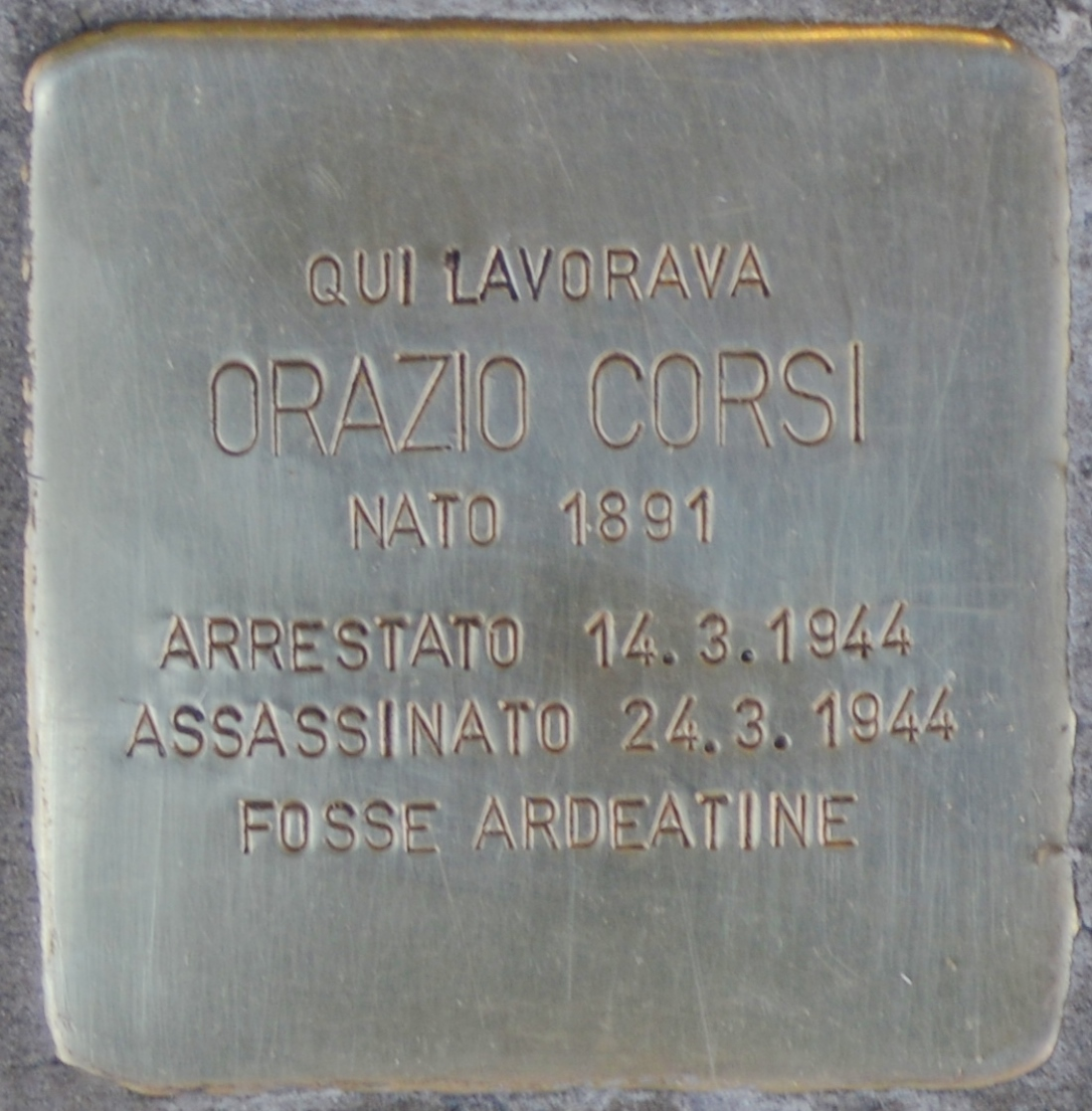
Orazio Corsi
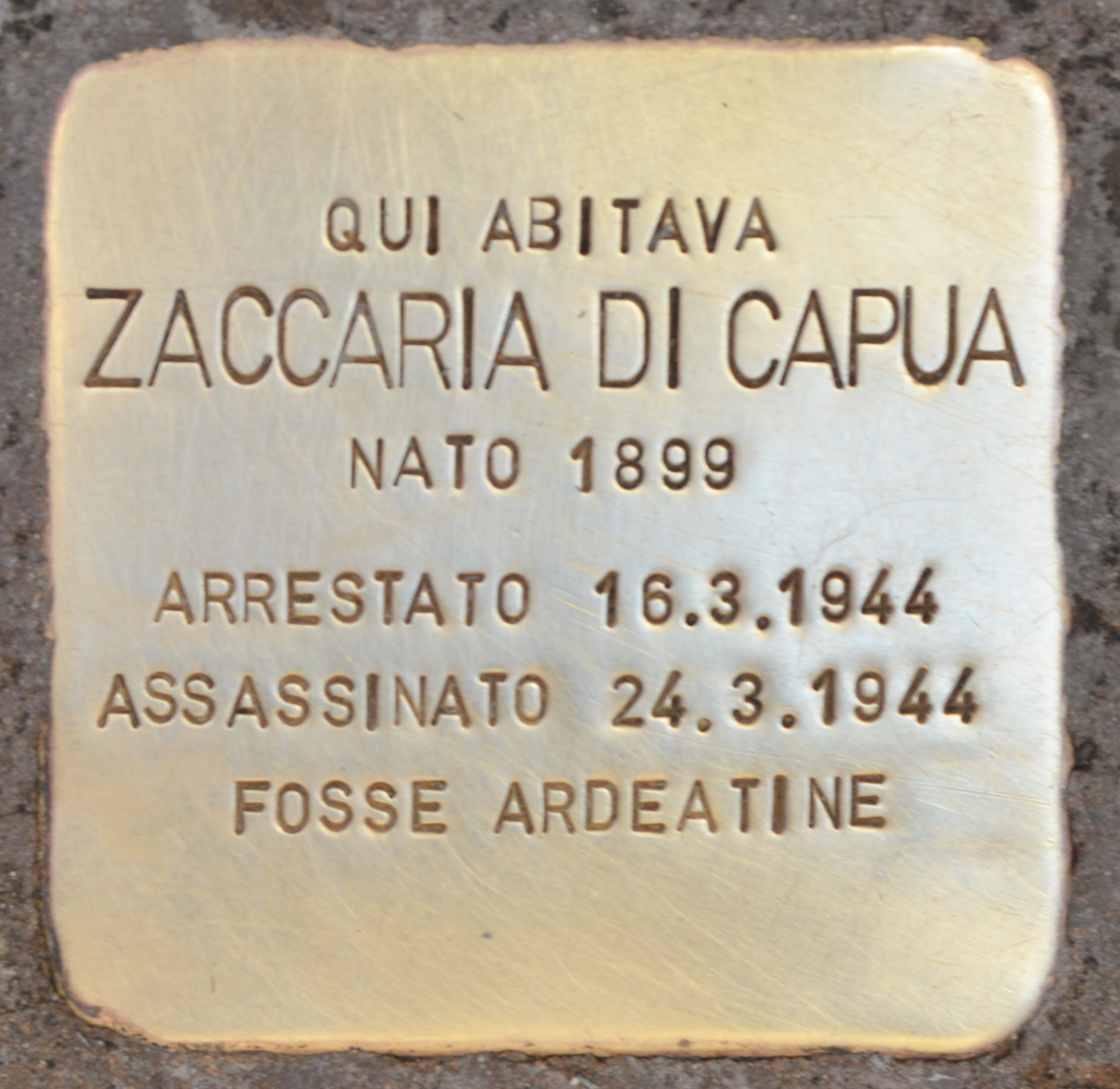
Zaccaria Di Capua
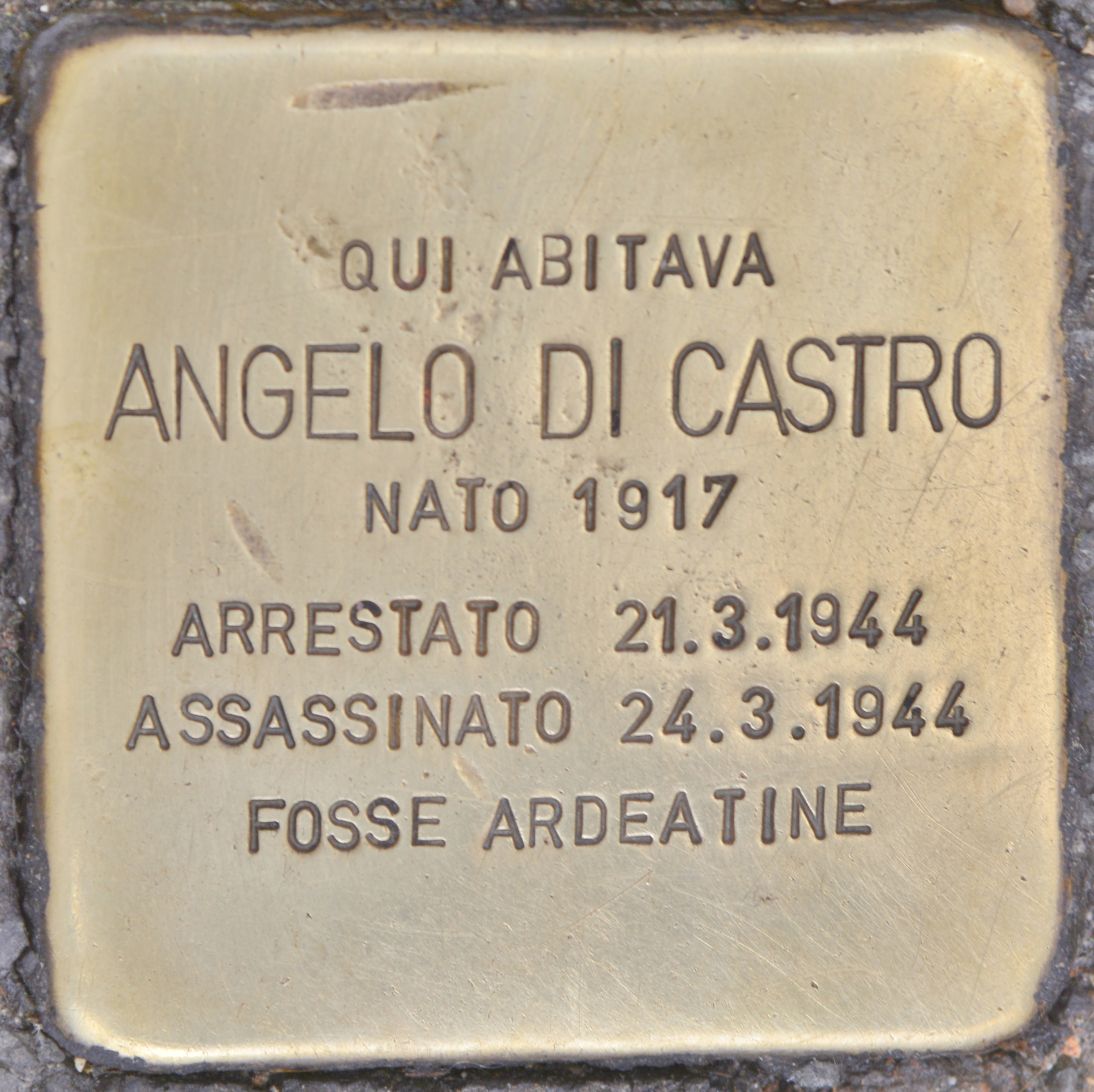
Angelo Di Castro
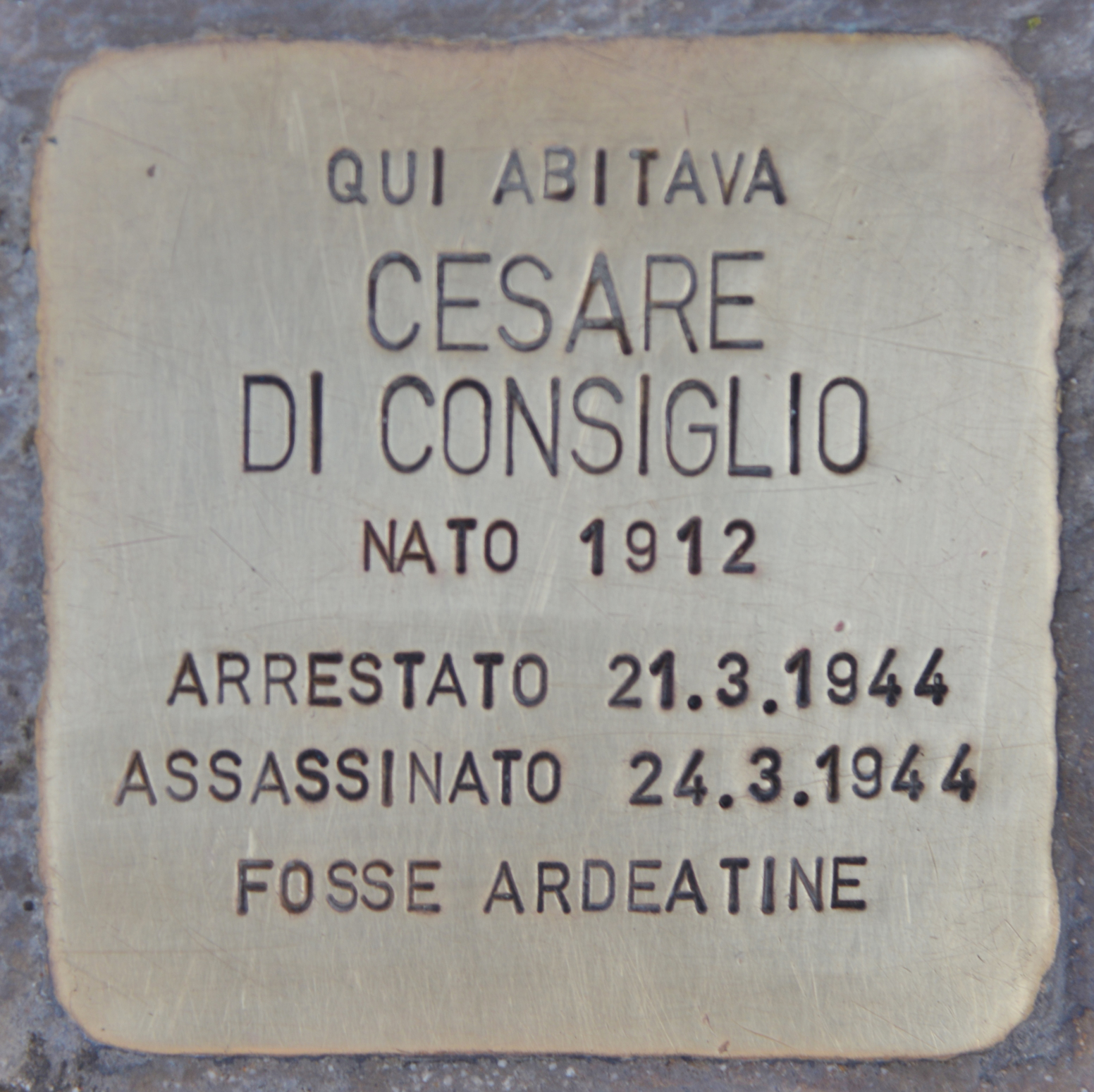
Cesare Di Consiglio
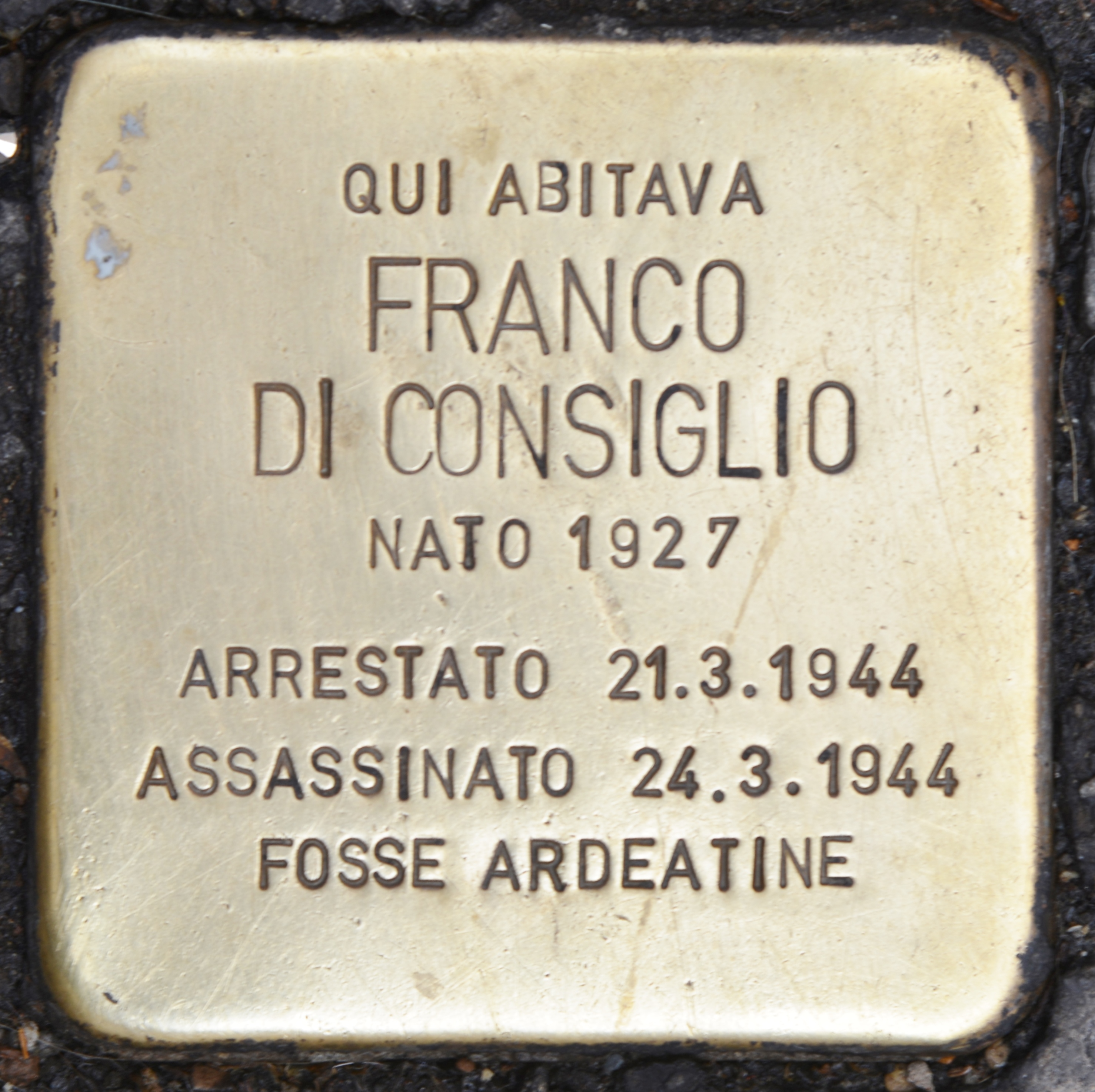
Franco Di Consiglio
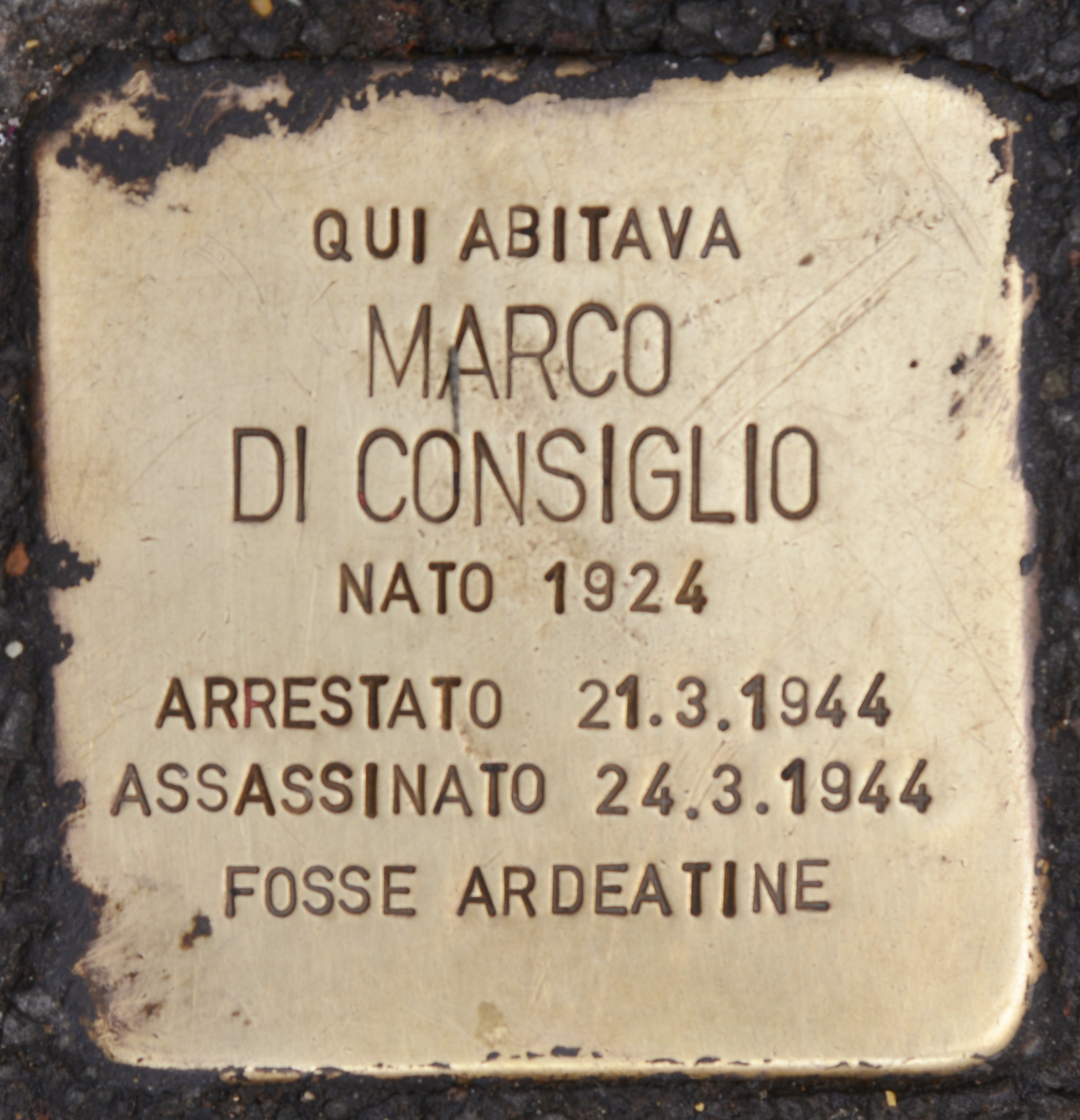
Marco Di Consiglio
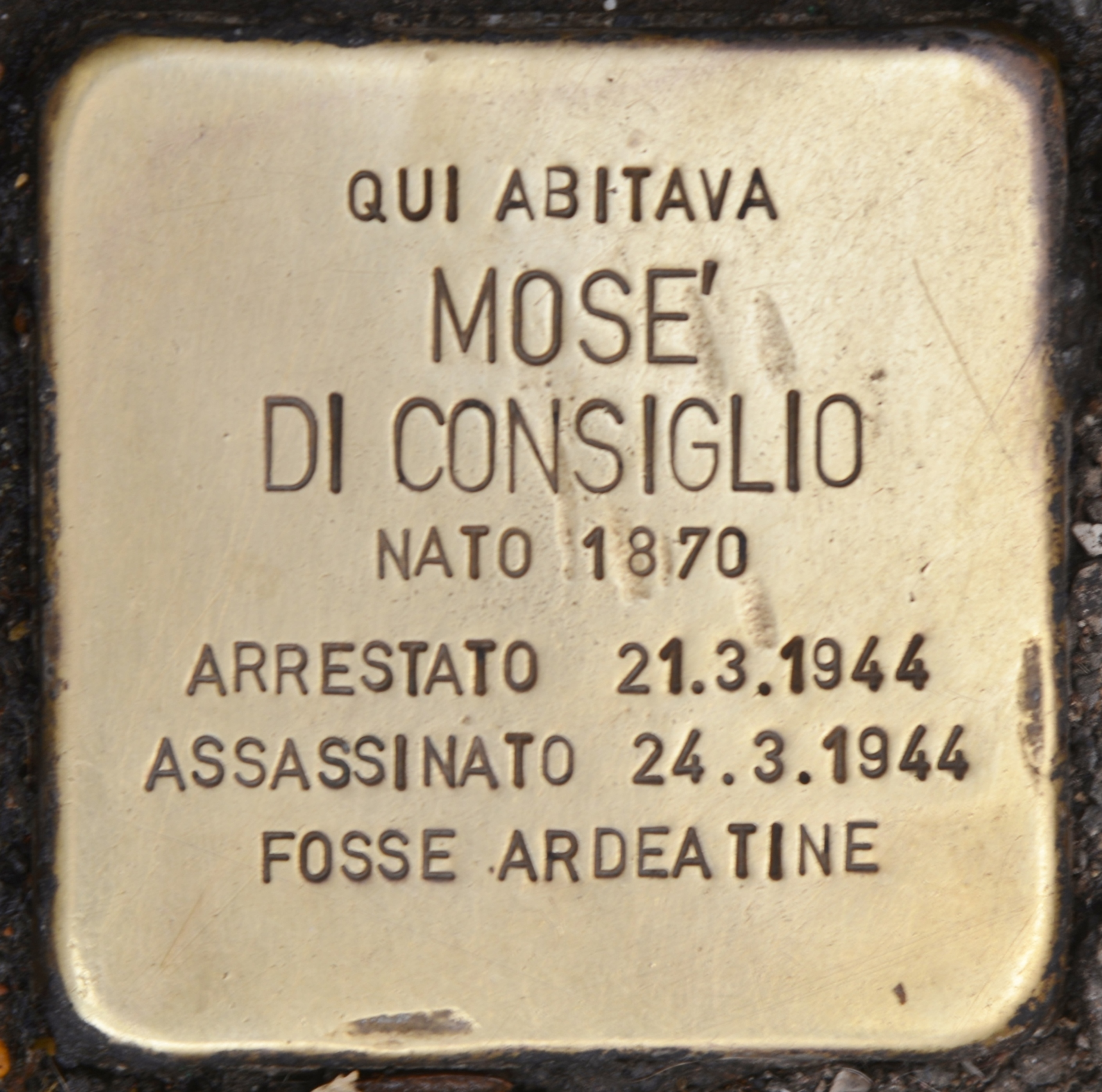
Mosè Di Consiglio
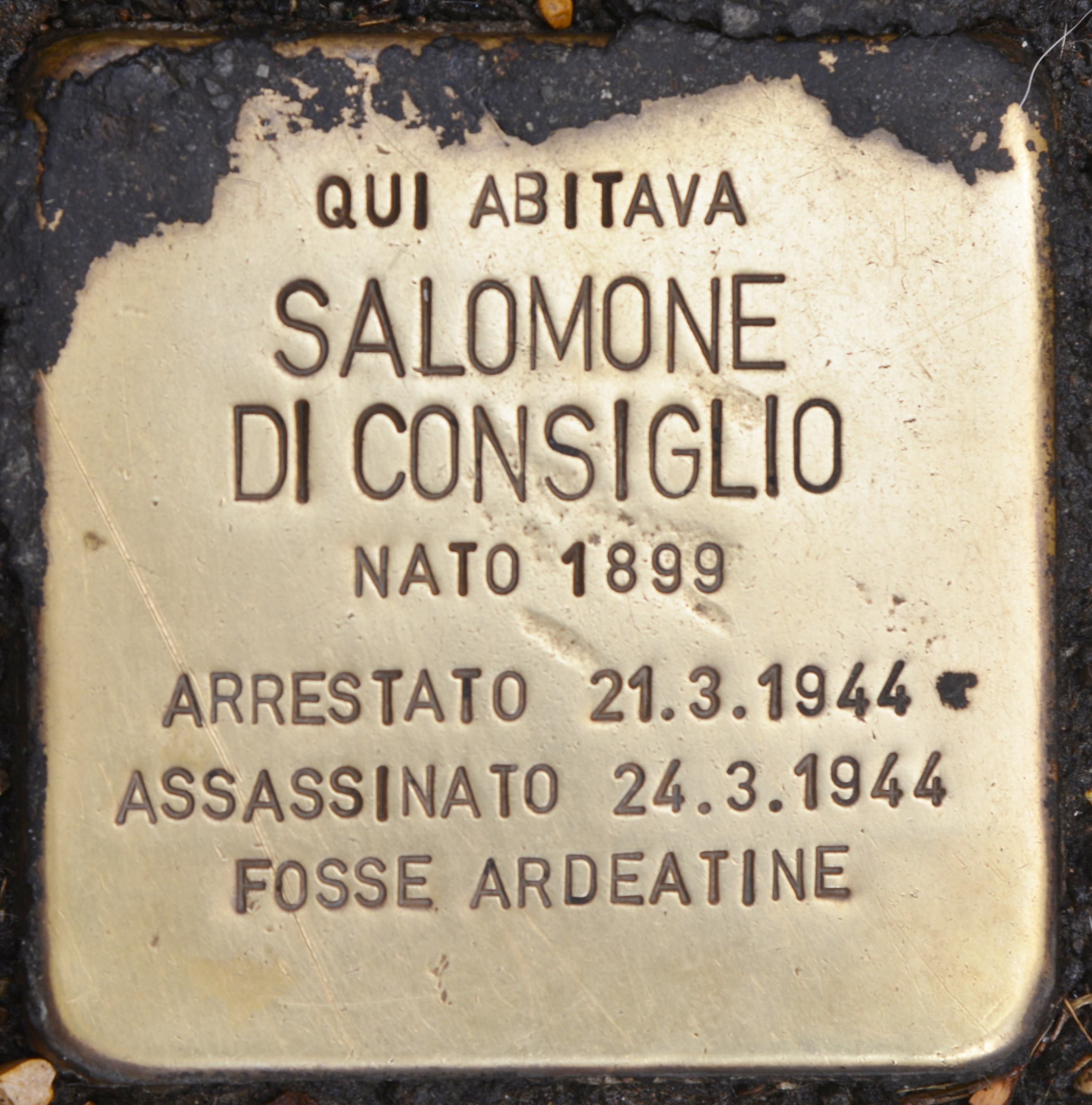
Salomone Di Consiglio
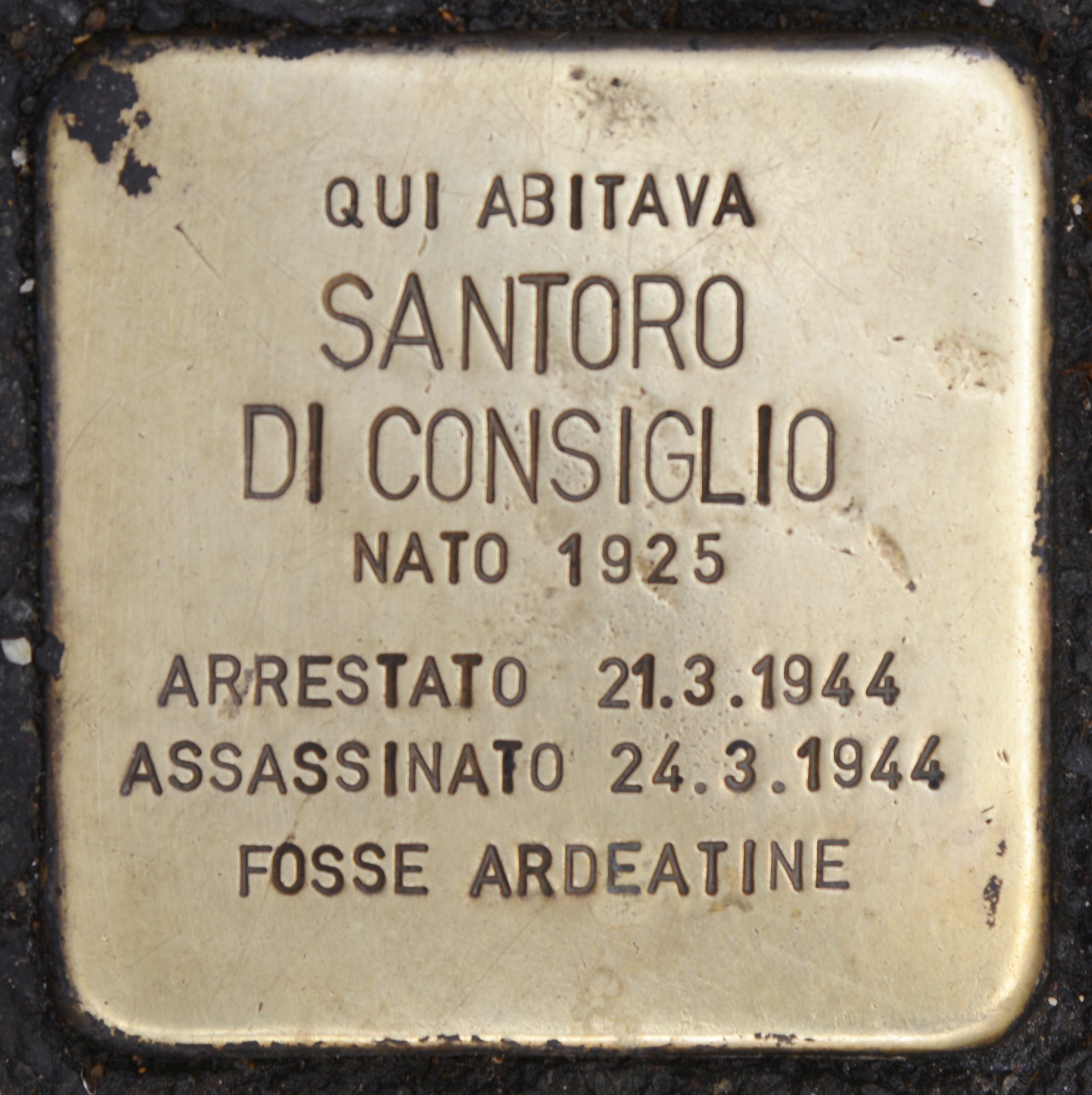
Santoro Di Consiglio
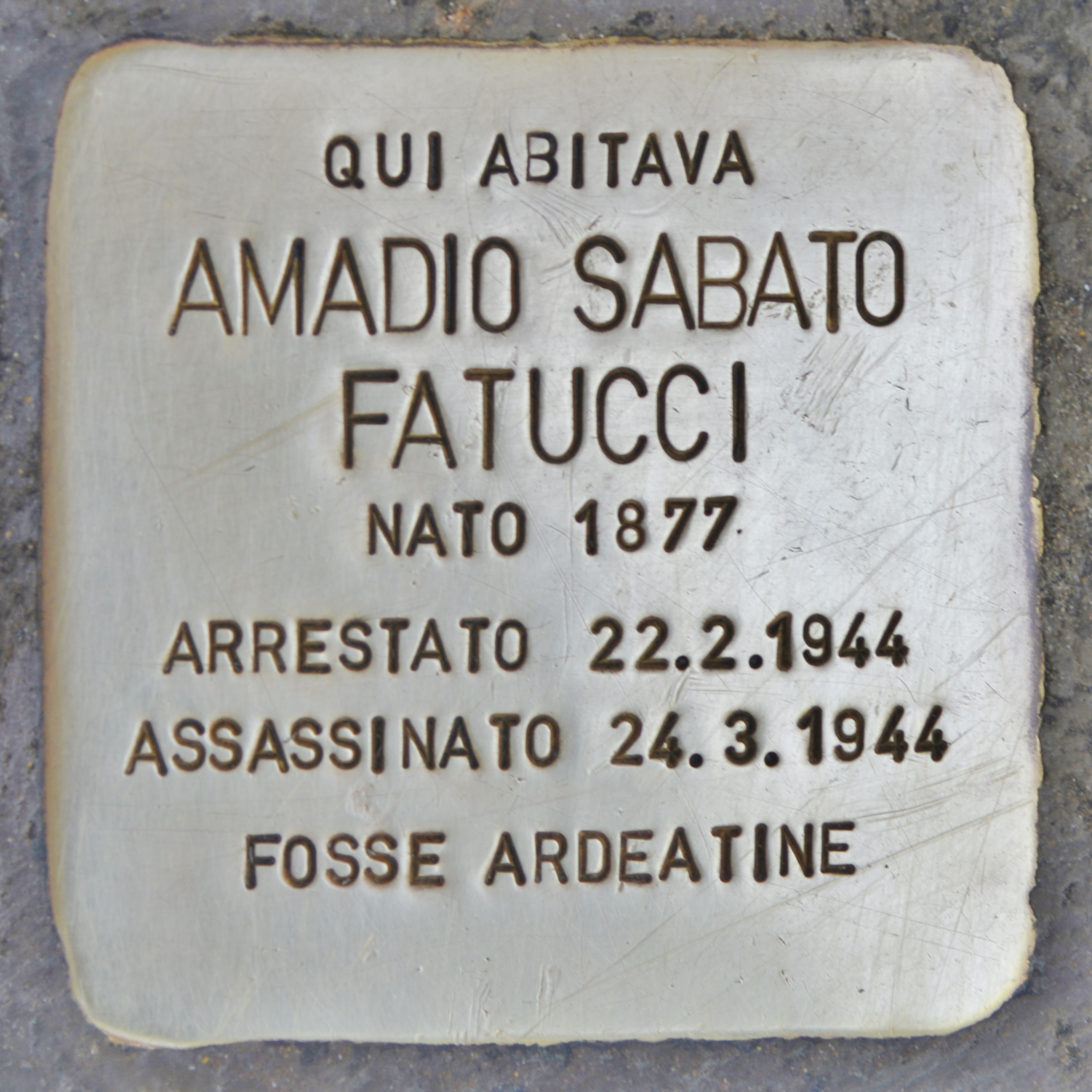
Amadio Sabato Fatucci
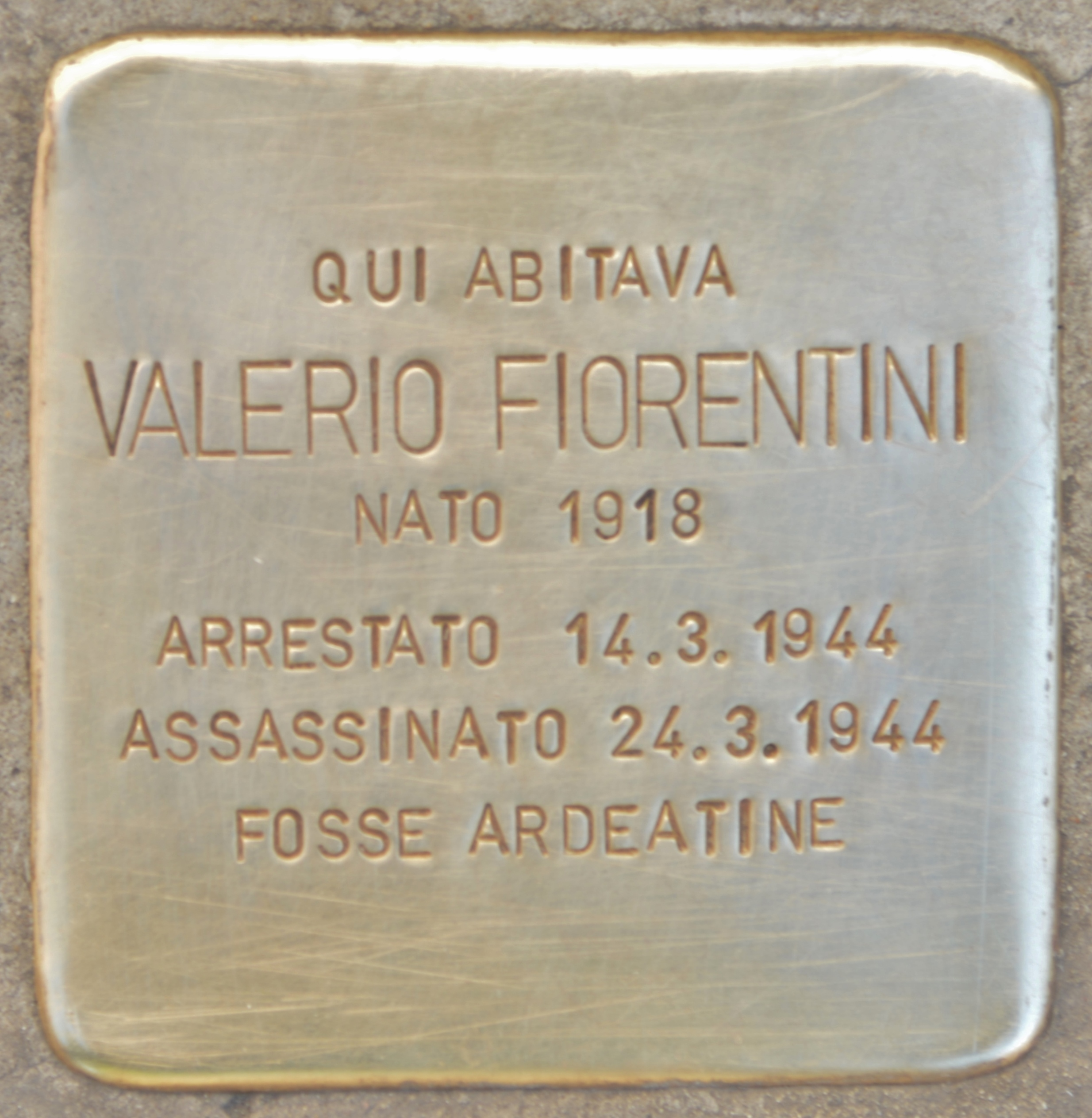
Valerio Fiorentini
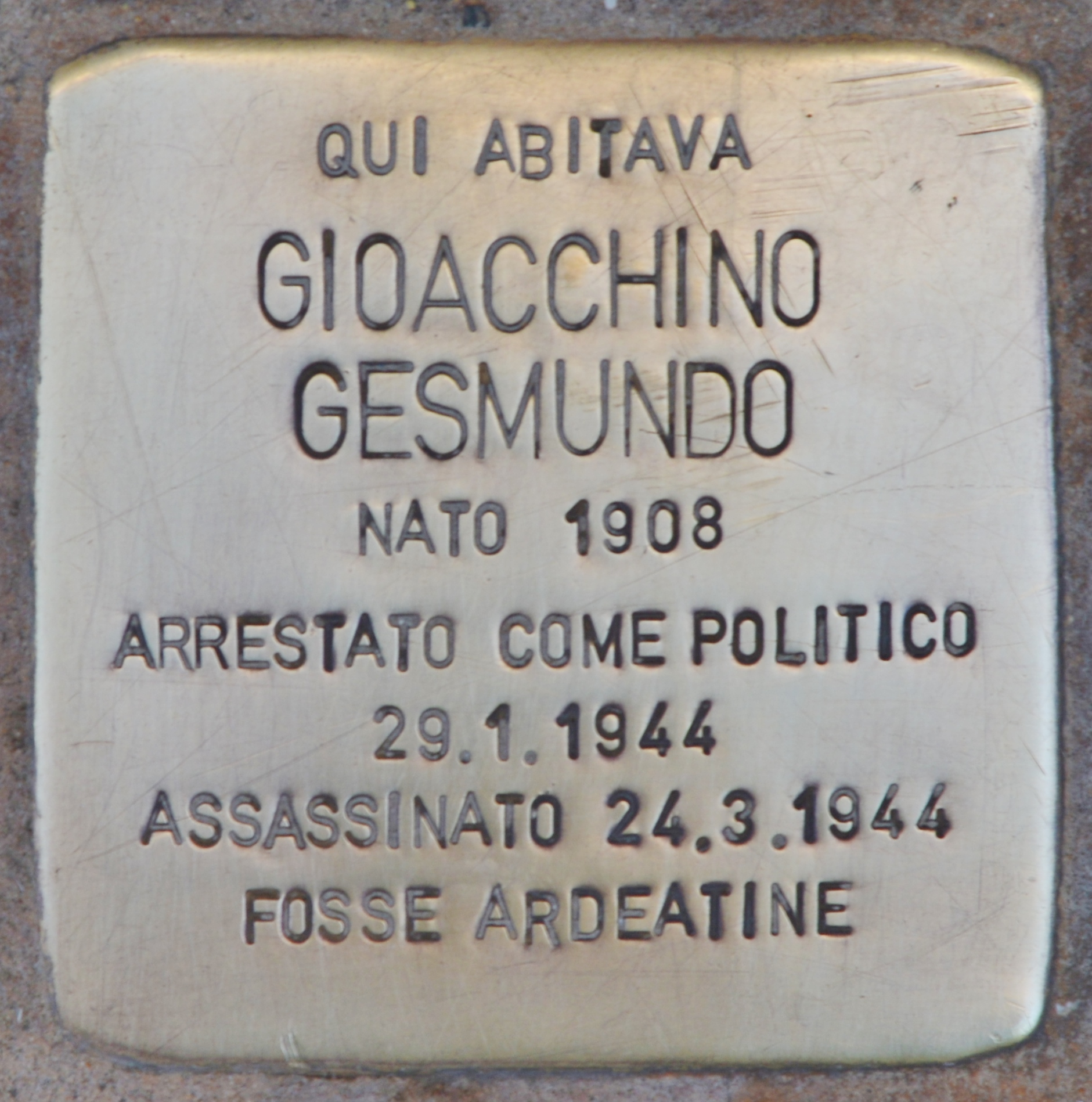
Gioacchino Gesmundo
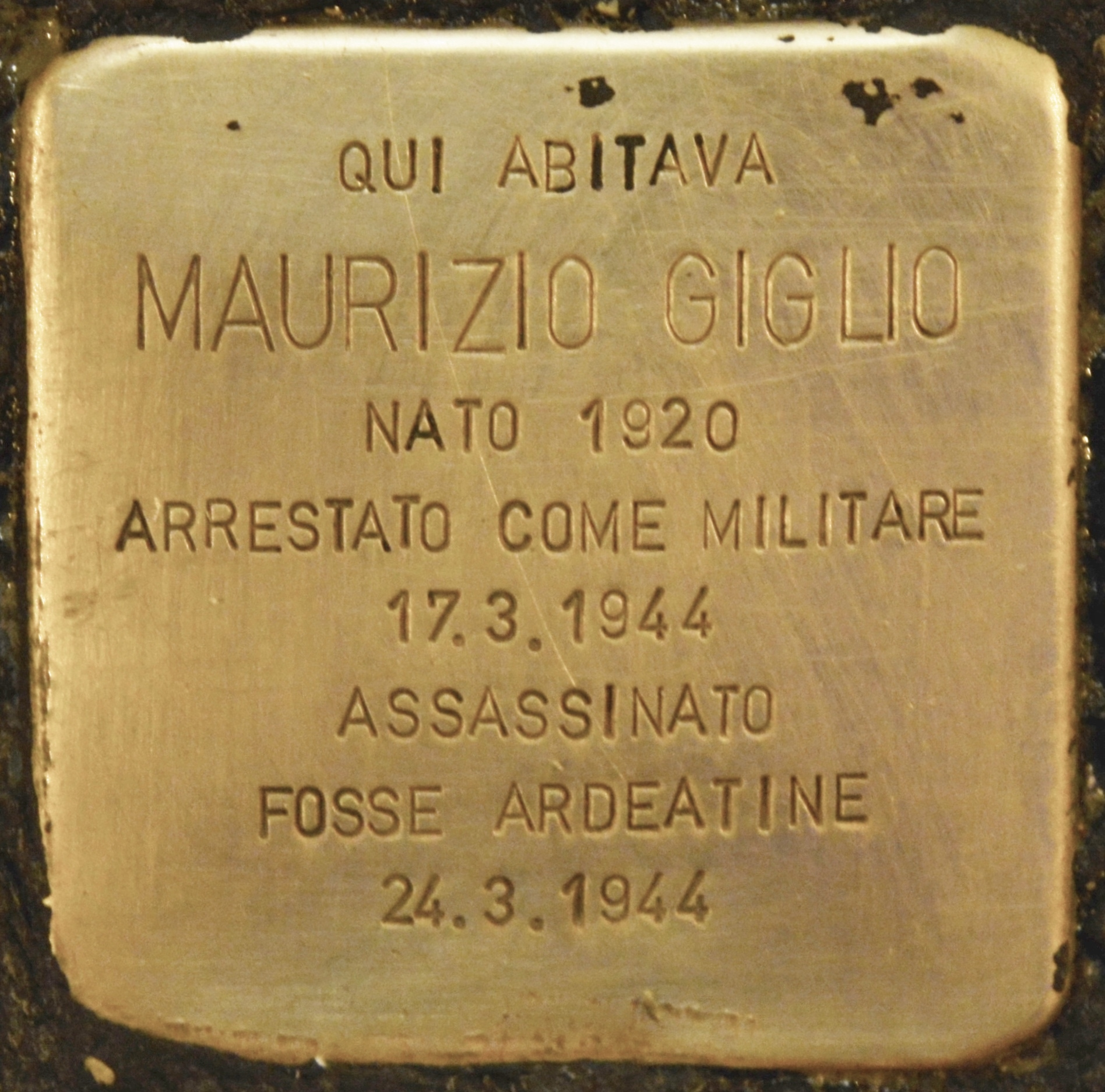
Maurizio Giglio
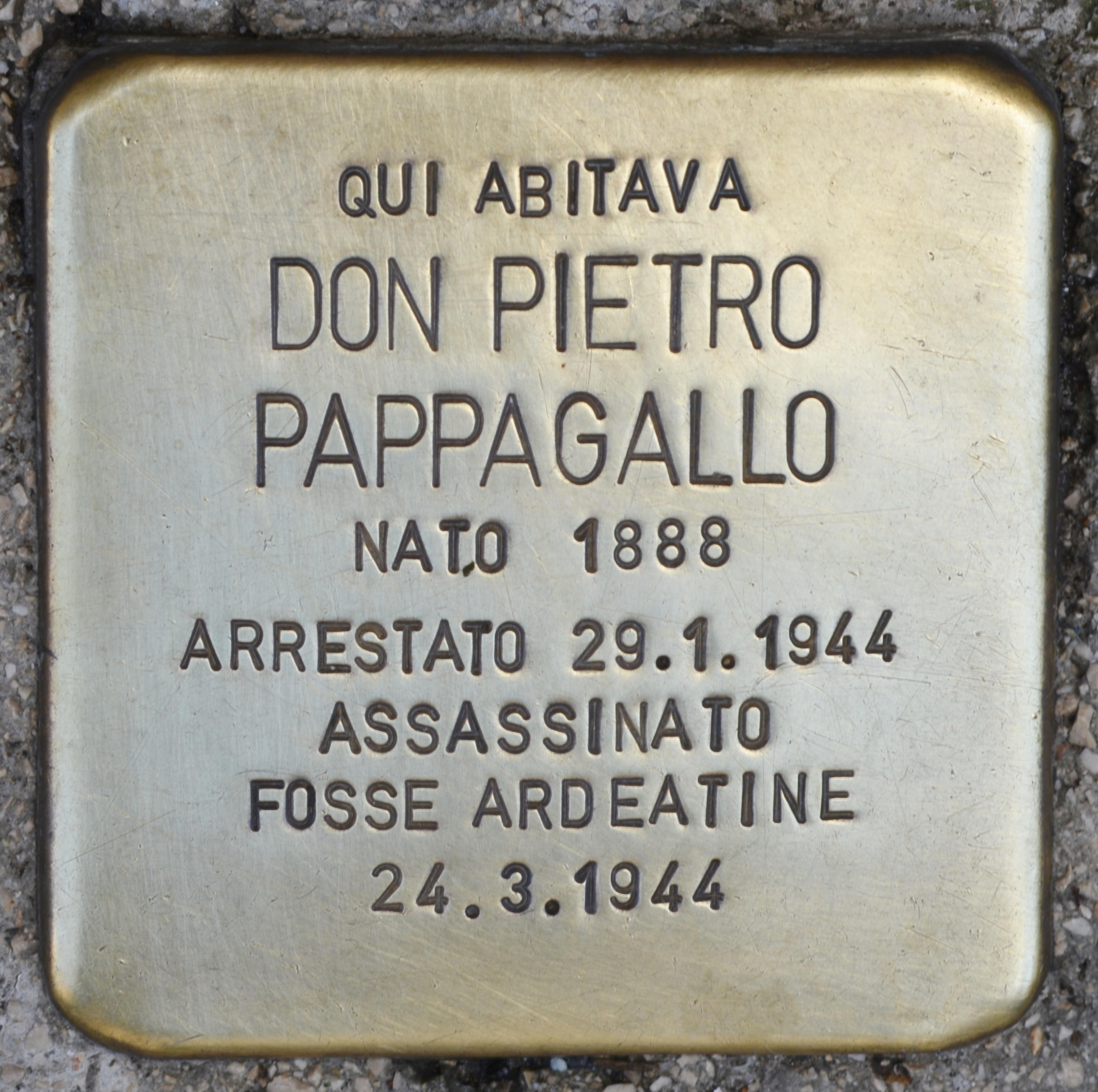
Pietro Pappagallo
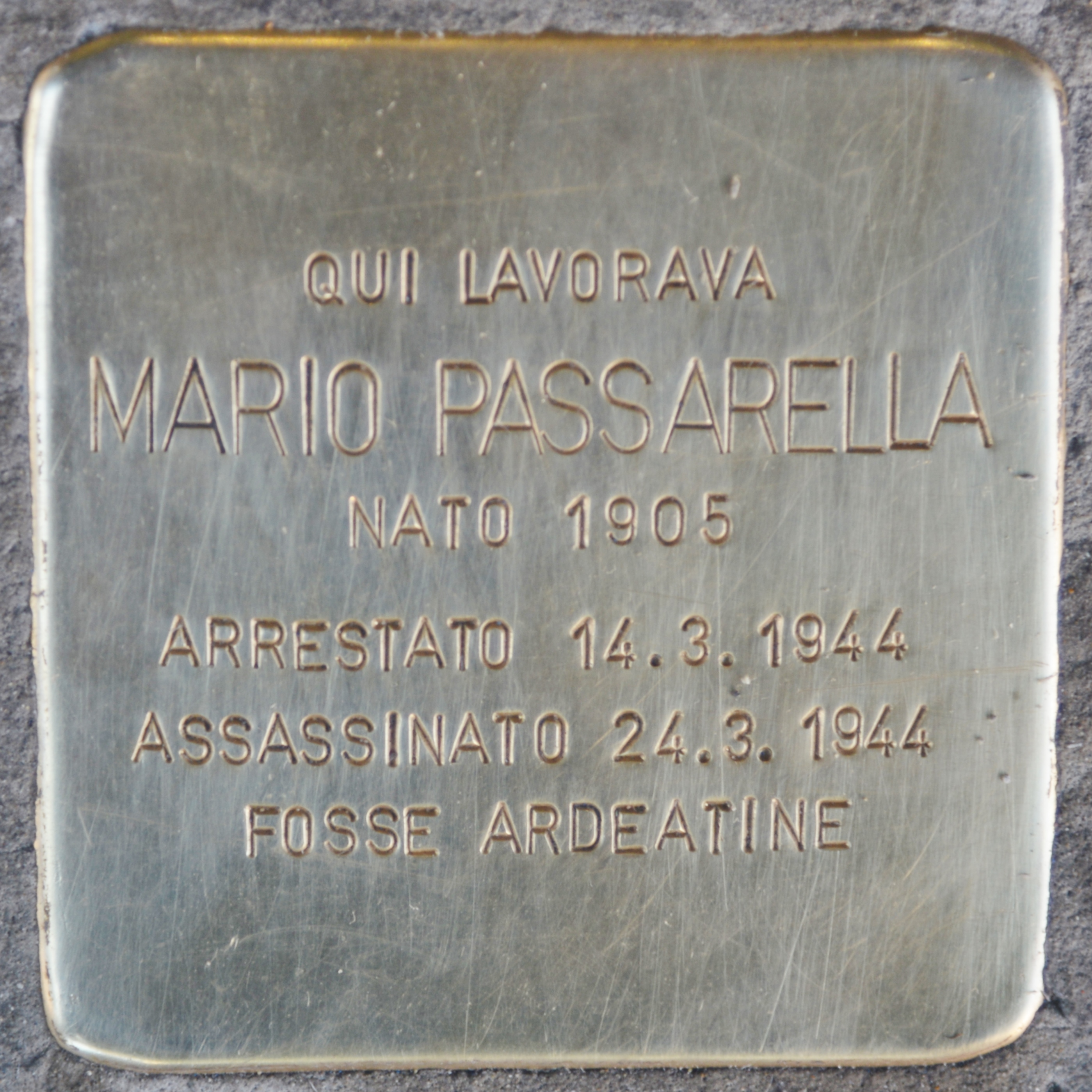
Mario Passarella
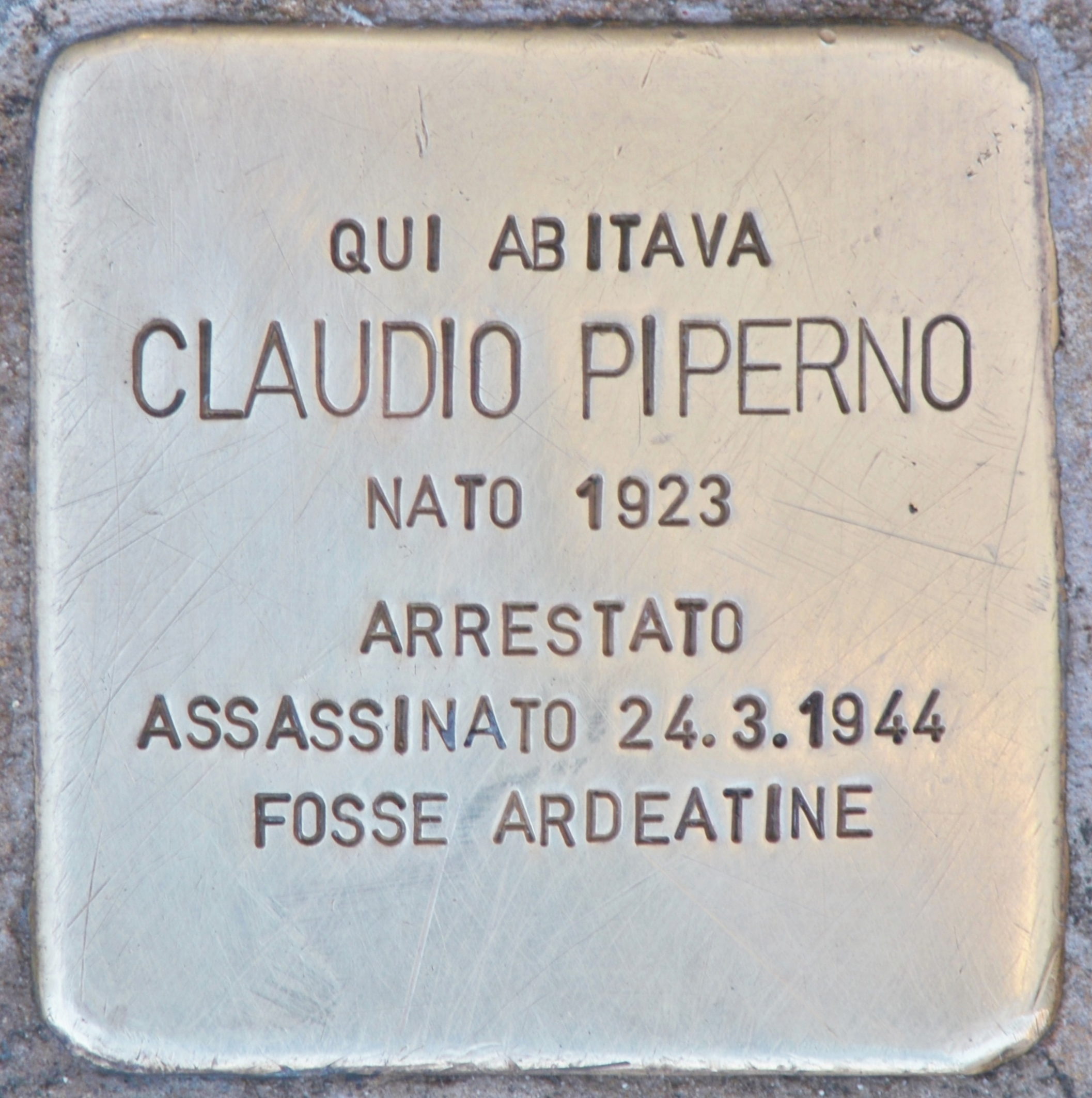
Claudio Piperno
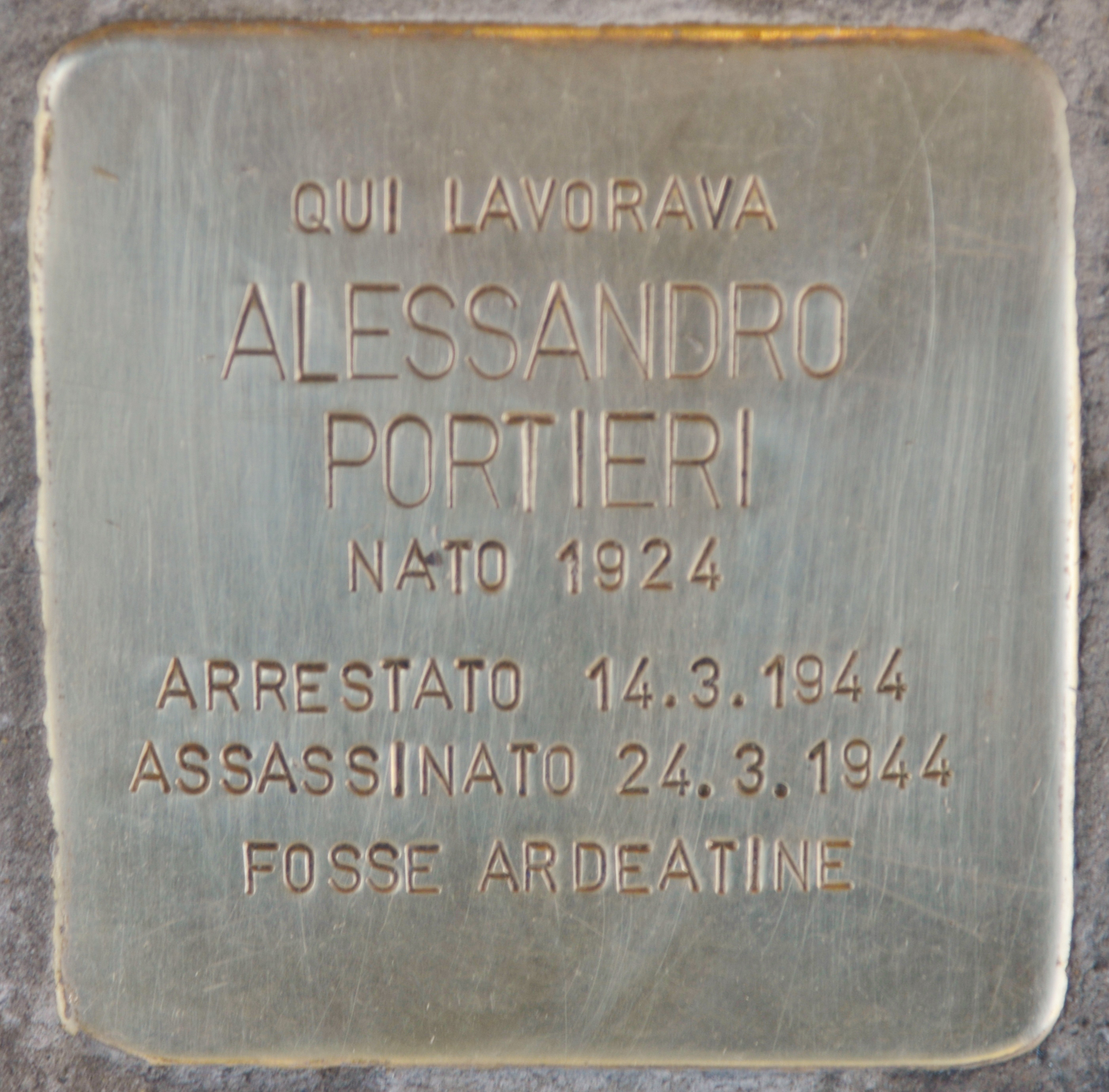
Alessandro Portieri

## Influenza culturale

### Cinema
- Dieci italiani per un tedesco (Via Rasella) (1962), diretto da Filippo Walter Ratti, con Gino Cervi, Andrea Checchi, Sergio Fantoni, Ivo Garrani.
- Rappresaglia (1973), diretto da George Pan Cosmatos, prodotto da Carlo Ponti, con Marcello Mastroianni, Richard Burton, Renzo Montagnani, Delia Boccardo. Tratto da Morte a Roma di Robert Katz, il quale ha collaborato alla sceneggiatura.
- La buona battaglia - Don Pietro Pappagallo (2006), miniserie televisiva di Gianfranco Albano, con Flavio Insinna.

### Musica
- Sinfonia n. 9 Le Fosse Ardeatine, composizione musicale di William Schuman.[150]

### Teatro
- Ascanio Celestini, Radio Clandestina. Memoria delle Fosse ardeatine. Roma, Donzelli Editore, 2005 (testo e DVD; con un'introduzione di Alessandro Portelli). ISBN 978-88-7989-920-8.
- Paolo Buglioni, TRECENTOTRENTACINQUE, testo messo in scena con il contributo del Comune di Roma nel piazzale degli ex Mercati Generali di Roma il 24 marzo 2004, sessantesimo anniversario dell'eccidio